# Cattedrale di Santa Maria Assunta (Hildesheim)
La cattedrale di Santa Maria Assunta (in tedesco Hohe Domkirche St. Mariä Himmelfahrt), più spesso duomo di Hildesheim (o semplicemente cattedrale di Hildesheim), è la cattedrale della diocesi cattolica a Hildesheim. È uno degli edifici preromanici più importanti della Bassa Sassonia e una delle più antiche chiese episcopali della Germania.
La prima cattedrale in questo punto fu costruita nell'872 sul cosiddetto Domhügel, la "collina della cattedrale". Gli edifici e i tesori d'arte fanno parte del patrimonio dell'umanità dell'UNESCO insieme alla chiesa di San Michele sotto il nome di "Duomo dell'Assunta e chiesa di San Michele a Hildesheim", dal 1985. L'edificio con il possente edificio ad ovest e la torre di attraversamento è caratterizzato da componenti prevalentemente romaniche e gotiche.

## Storia

### La costruzione

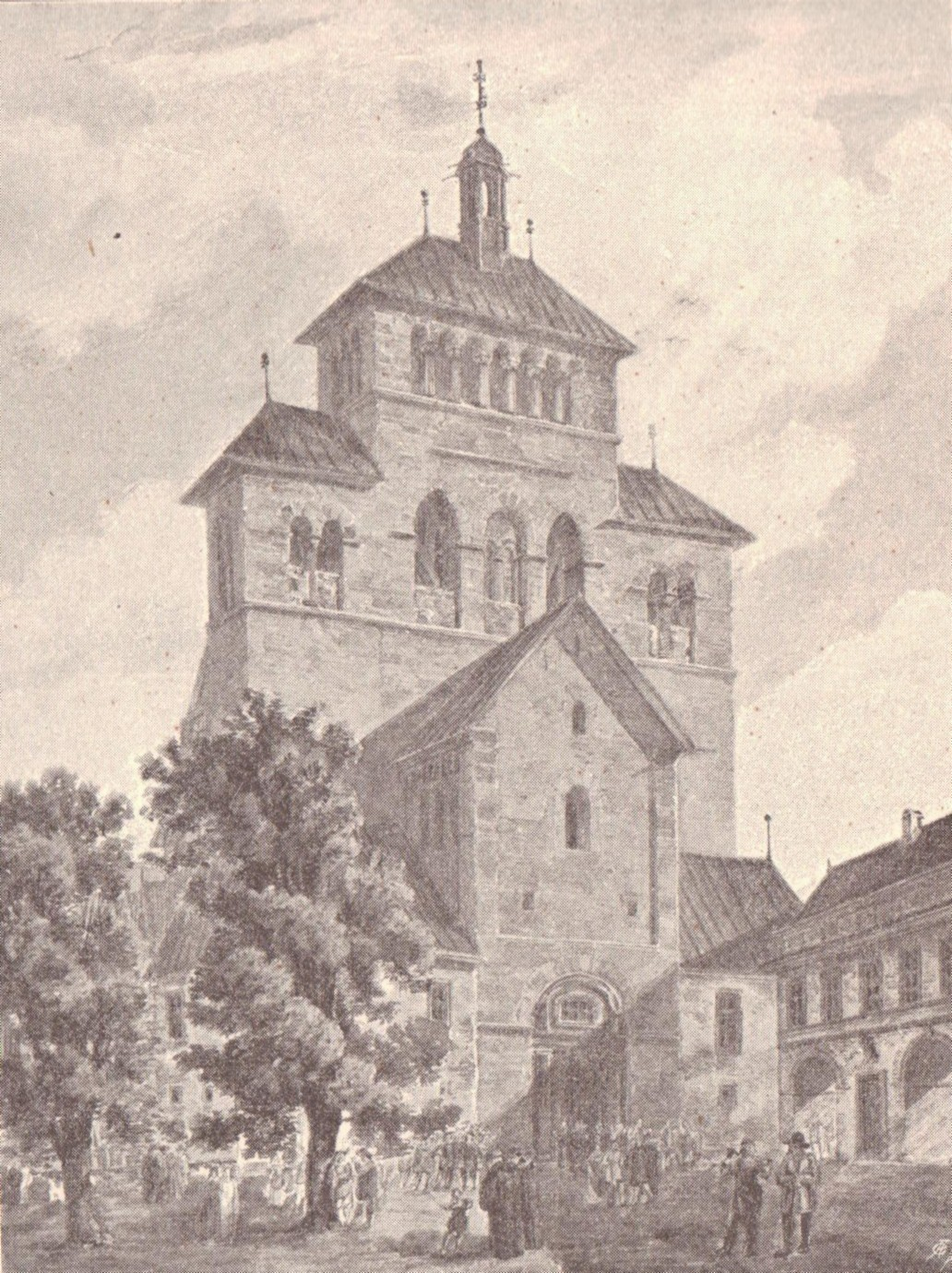
Westriegel prima del 1840.

Dopo la fondazione della diocesi di Hildesheim nell'815, nell'area dell'odierna abside fu costruita una cappella dedicata alla Madonna. A sud, il vescovo Gunthar costruì una basilica di modeste dimensioni dedicata a santa Cecilia, con due alte torri rotonde, che fungeva da prima cattedrale e collegiata e ospitava le tombe dei primi quattro vescovi. Di entrambi gli edifici si sono conservati solo i resti delle fondamenta. Una vecchia chiesa parrocchiale di Hildesheim potrebbe essere esistita nella cappella di Santo Stefano accanto all'edificio del cancello all'ingresso orientale del Hellweg, che potrebbe essere fatto risalire a Hildegrim von Chalons e alla sua opera missionaria nella Sassonia orientale. La nuova cattedrale fu costruita dall'872 sotto il vescovo Altfrid come una basilica a tre navate su una pianta a croce, con un westbau, un corpo edificato su due livelli. L'interno offre un primo esempio di stützenwechsel della Bassa Sassonia, ossia un'alternanza ritmica di pilastri e/o colonne spessi e sottili.
Nel 1046 subì gravi danni da incendio. Il vescovo Azelin intendeva costruire un nuovo edificio più grande più a ovest e fece demolire la navata. Il suo successore, Hezilo, rinunciò al nuovo piano di costruzione e ricostruì le vecchie fondamenta, comprese le mura che si conservavano. Fino al XV secolo furono apportate ulteriori profonde modifiche strutturali senza deviare dalla disposizione della basilica del vescovo Altfrid. Le cappelle laterali sui lati nord e sud risalgono al periodo gotico. La crociera e il ricco ornamento interni, distrutti nel 1945, risalivano al periodo barocco. Dal 1840 al 1850 il fatiscente westbau originario fu sostituito da una facciata a doppia torre neoromanica, che esistette fino al 1945.
I cortili che circondano la cattedrale mostrano ancora la struttura del castello di Bernoardo, la residenza del principe-vescovo dall'XI secolo, come centro governativo del vescovato. Fino al 1841, questo edificio era collegato alla cattedrale da un arco.

### Scuola e istruzione
La Scuola della Cattedrale di Hildesheim, che aveva le sue stanze nel chiostro, era una delle istituzioni educative più importanti degli imperi ottoniani e saliani. La biblioteca che vi fu costruita esiste ancora oggi.

### Cattedrale di Hildesheim prima della seconda guerra mondiale

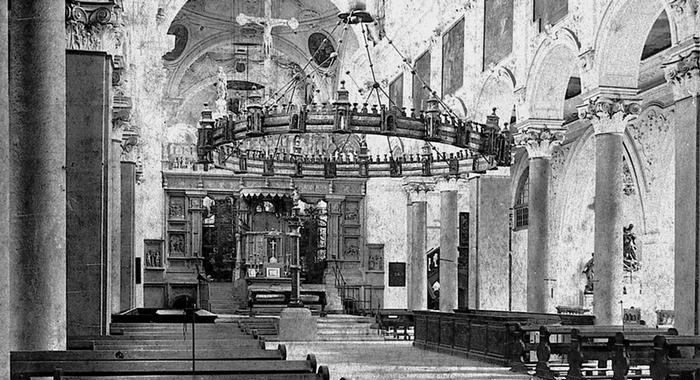
L'interno barocco prima della distruzione.
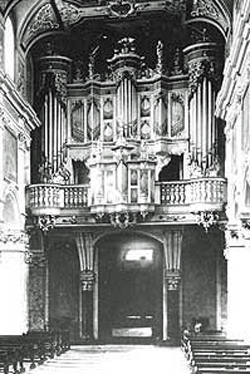
Il vecchio organo barocco della cattedrale.
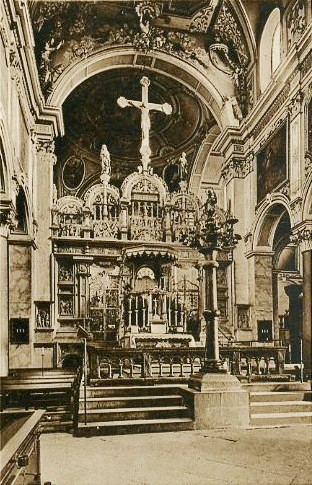
Il pontile della cattedrale fino al 1945.
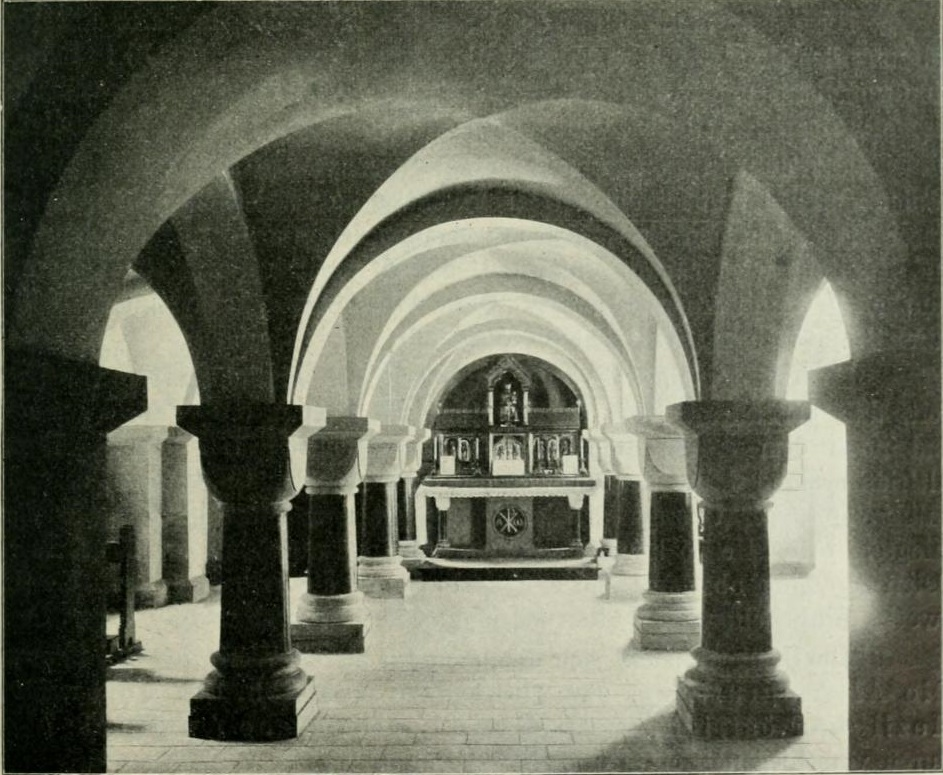
La cripta prima della distruzione.
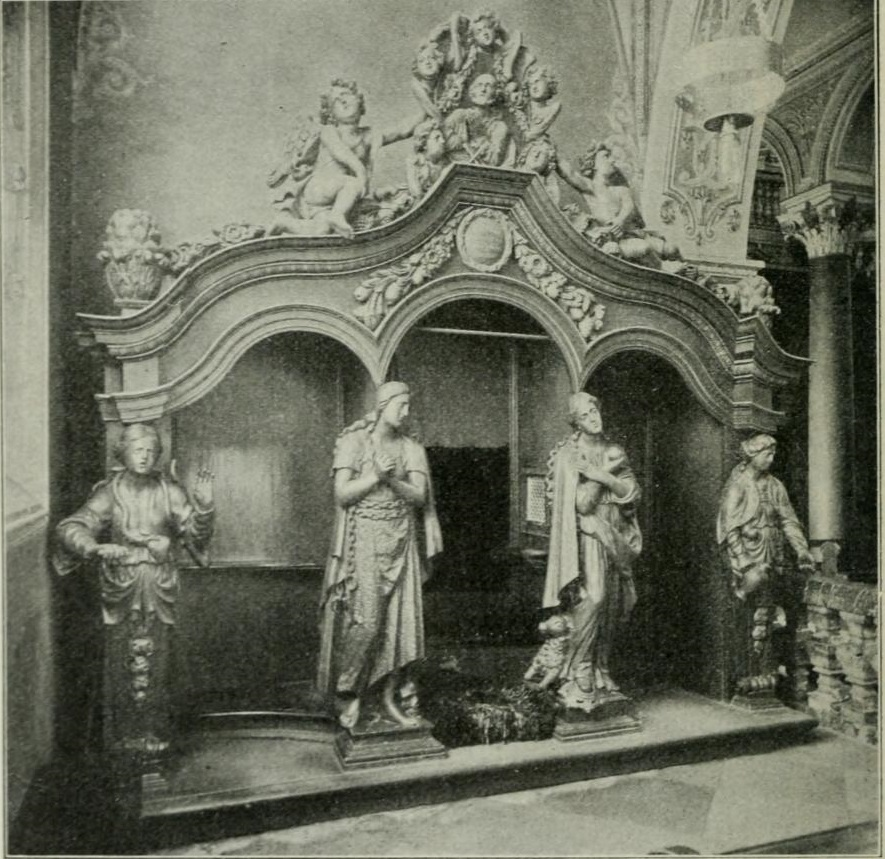
Un confessionale.
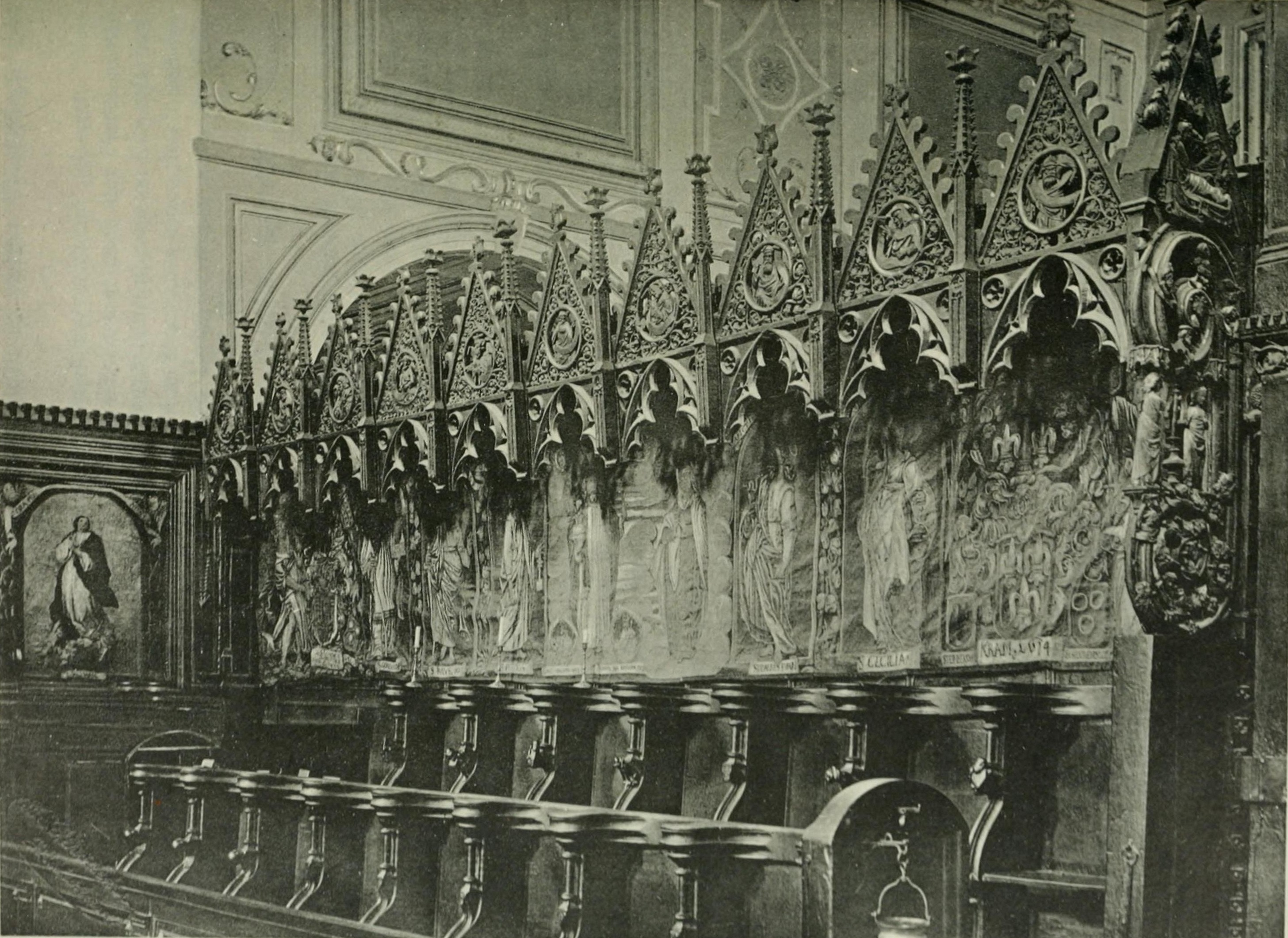
Gli stalli del coro gotico della cattedrale.
Vista est con il cespuglio di rose millenario prima del 1945.
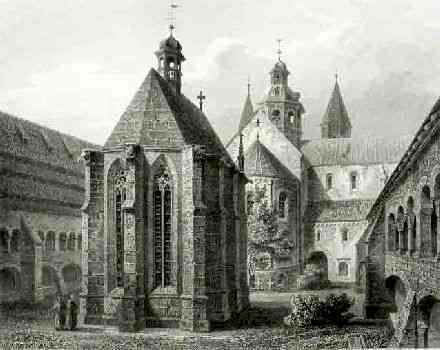
Chiostro e Cappella di Anna prima del 1945.
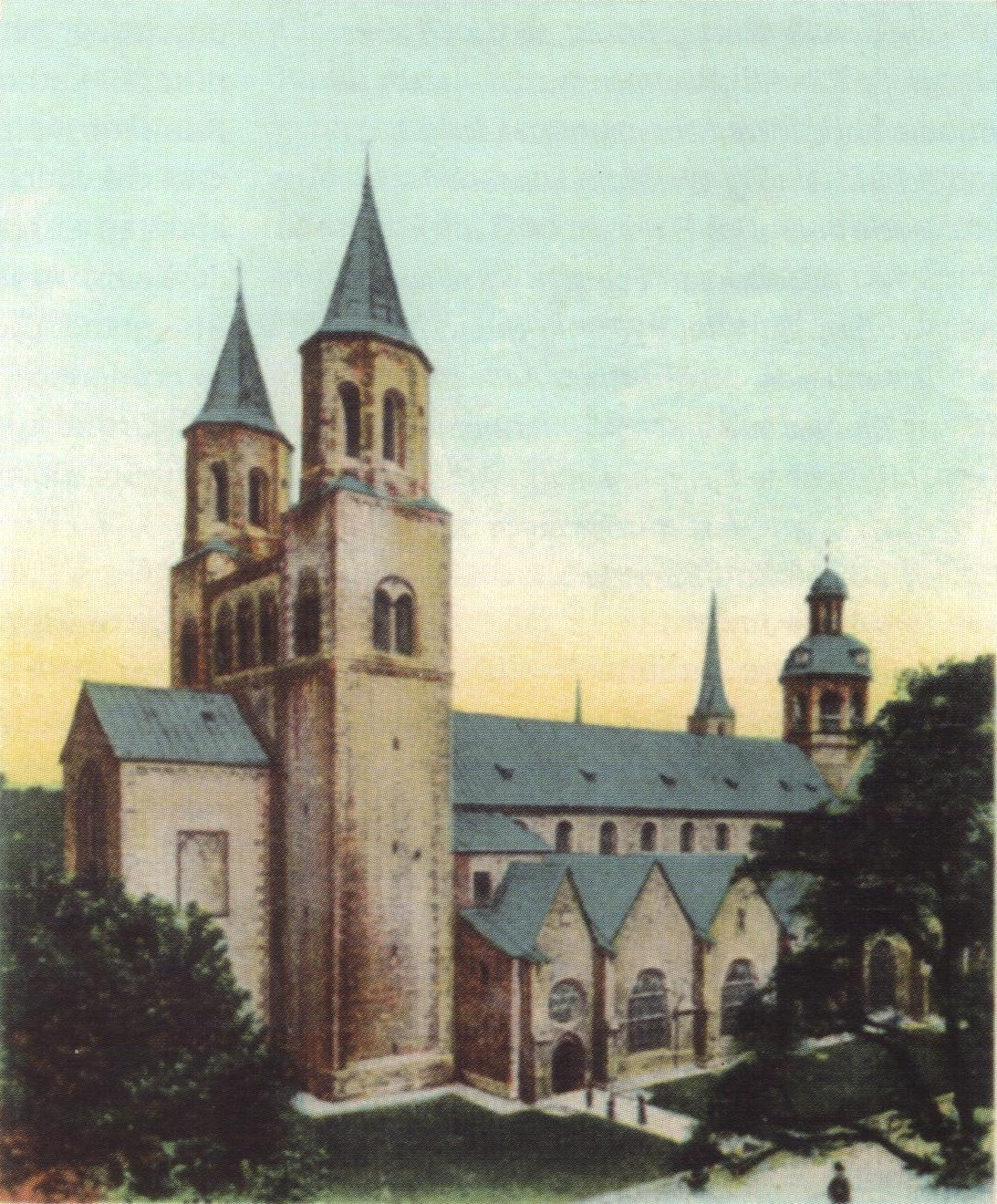
Westbau neoromanico fino al 1945.
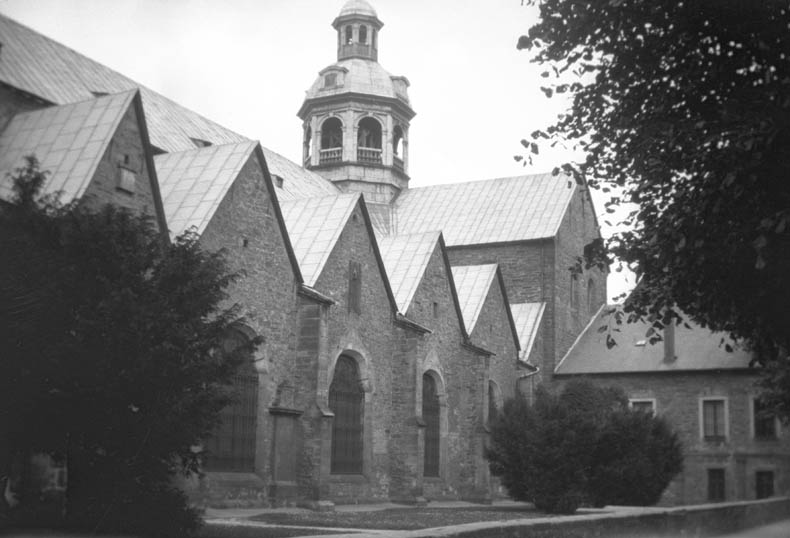
Cappelle del lato sud prima del 1945.
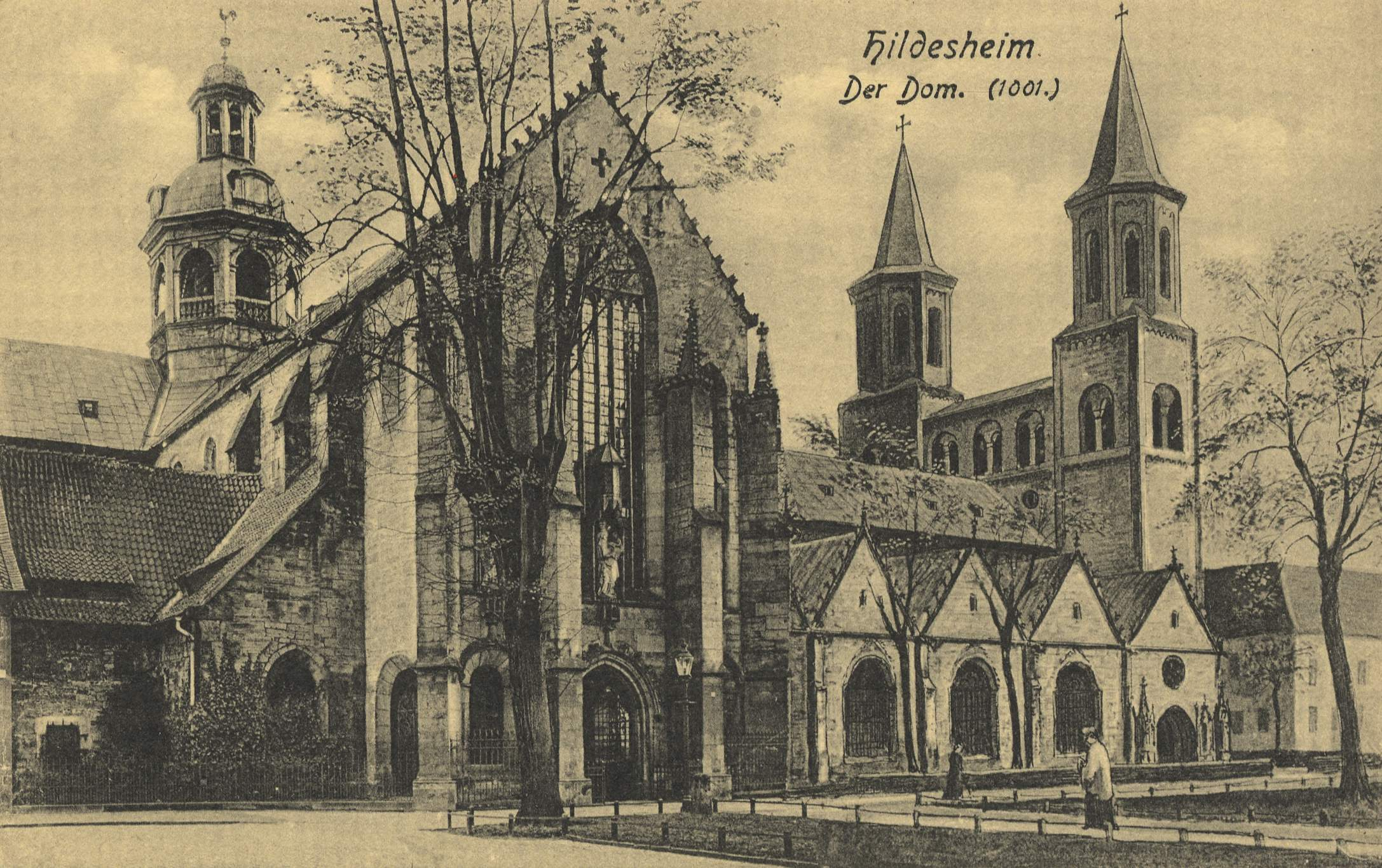
Vista completa prima del 1945.

### Distruzione nella seconda guerra mondiale
I raid aerei su Hildesheim nella seconda guerra mondiale provocarono pesanti danni all'edificio. La cattedrale fino all'ala ovest, la navata meridionale e le mura esterne andarono completamente distrutte e si dovette procedere alla ricostruzione. La cripta e la cappella di San Lorenzo dell'XI secolo, invece, scamparono al bombardamento.
L'edificio sacro è stato ricostruito in forma semplificata tra il 1950 e il 1960. A causa dell'alto grado di distruzione, il concetto di interno barocco fu abbandonato e si cercò un progetto che si riferisse alle prime forme romaniche assunte. Il cambiamento esterno più evidente fu la rimozione degli interventi neoromanici e le torri laterali dell'edificio ovest del 1840, che furono rimossi, riportando il westbau alle forme originali su modello della cattedrale di Minden, per la quale la cattedrale di Hildesheim una volta era un modello. Per il resto, l'aspetto esterno è rimasto lo stesso di prima della distruzione, in particolare è stata ricostruita la torre barocca sulla crociera.
La ricostruzione è avvenuta utilizzando i mezzi più semplici. Poiché l'arenaria scarseggiava dopo la guerra, il pavimento fu posato con il marmo. I soffitti della navata centrale e delle navate laterali e dei transetti sono stati gettati in calcestruzzo e rivestiti dall'interno per dare l'impressione di essere soffitti a travi piatte. Le pareti interne, così come le pareti della navata centrale sono state realizzate con mattoni forati e pietra arenaria calcarea murata, rivestita esternamente con pietra naturale. La muratura estratta dalle macerie è stata rivestita ed intonacata uniformemente dall'interno. Il livello del pavimento è stato rialzato di 60 cm, il che ha dato un'impressione di compattezza, soprattutto nelle navate laterali. I pilastri delle arcate della navata settentrionale erano in calcestruzzo e i pilastri rivestiti in arenaria.
La "controversia sulla cattedrale di Hildesheim", in particolare, ha avuto un effetto ritardante, motivo per cui il completamento e la riconsacrazione hanno avuto luogo solo nel 1960. La diocesi di Hildesheim e lo Stato della Bassa Sassonia hanno combattuto per il costo della ricostruzione, più precisamente sulla questione se la Bassa Sassonia fosse un successore legale dello Stato libero di Prussia, a sua volta succeduto al Regno di Prussia che, nel 1803, aveva rilevato il principato vescovile di Hildesheim, come parte del Reichsdeputationshauptschluss. La controversia si risolse nel 1957 con un vergleich, un accordo di compromesso previsto dal diritto civile tedesco.

### Cattedrale di Hildesheim prima della ristrutturazione avviata nel 2010

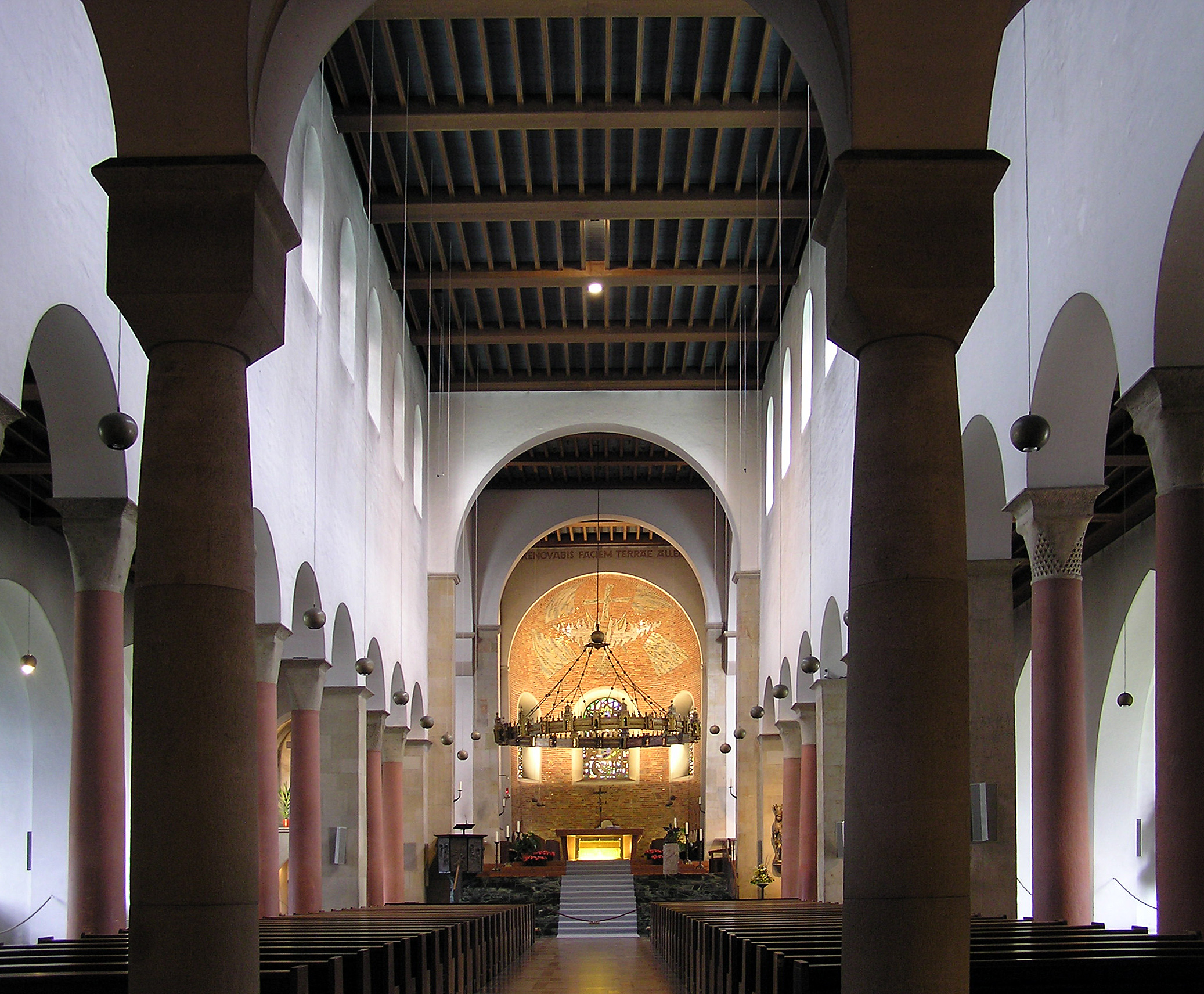
Vista interna prima della ristrutturazione (fino al 2010).
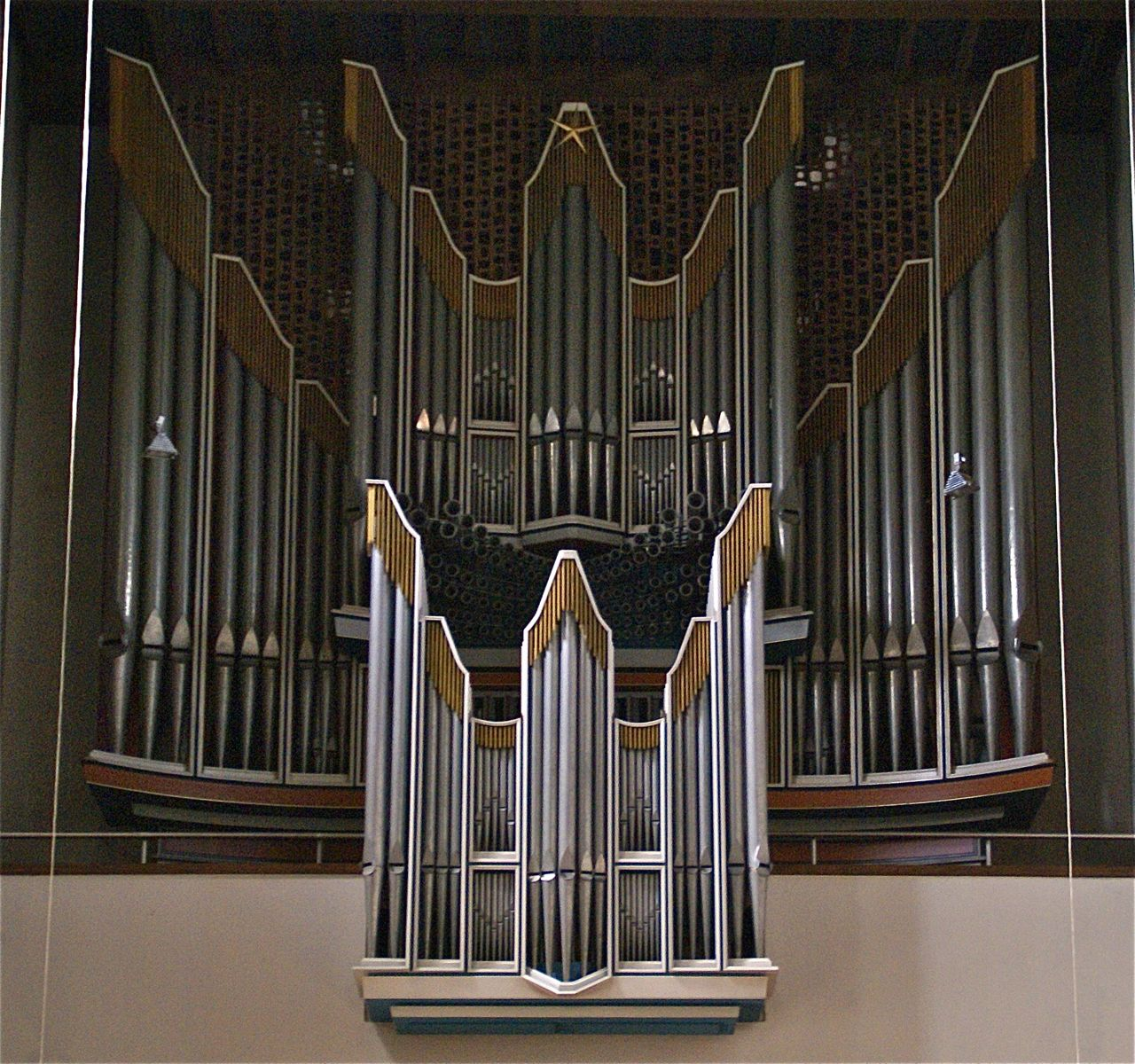
Organo da cattedrale (fino al 2010).
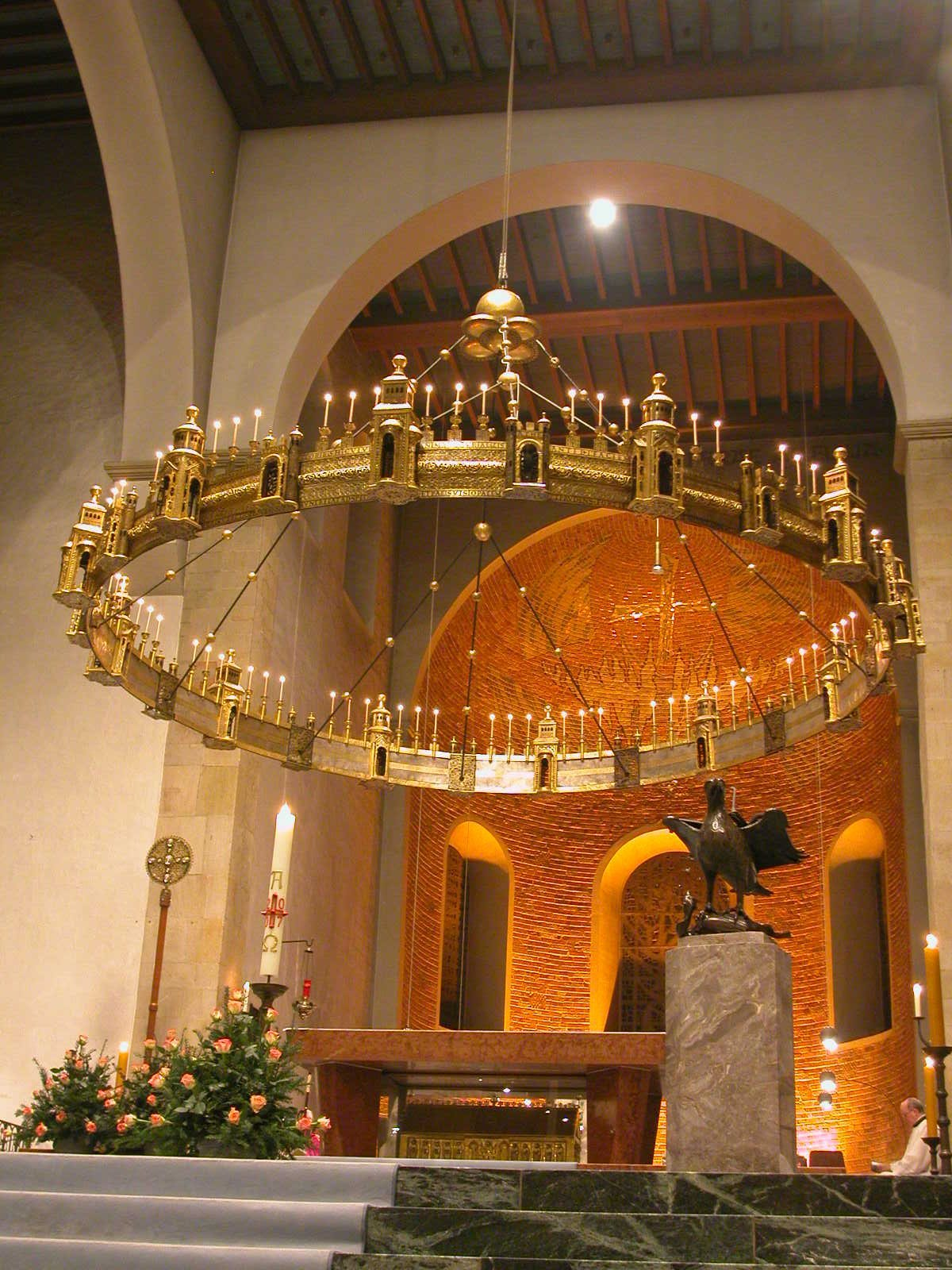
Il lampadario Hezilo sopra l'altare della cattedrale (1960-2010).
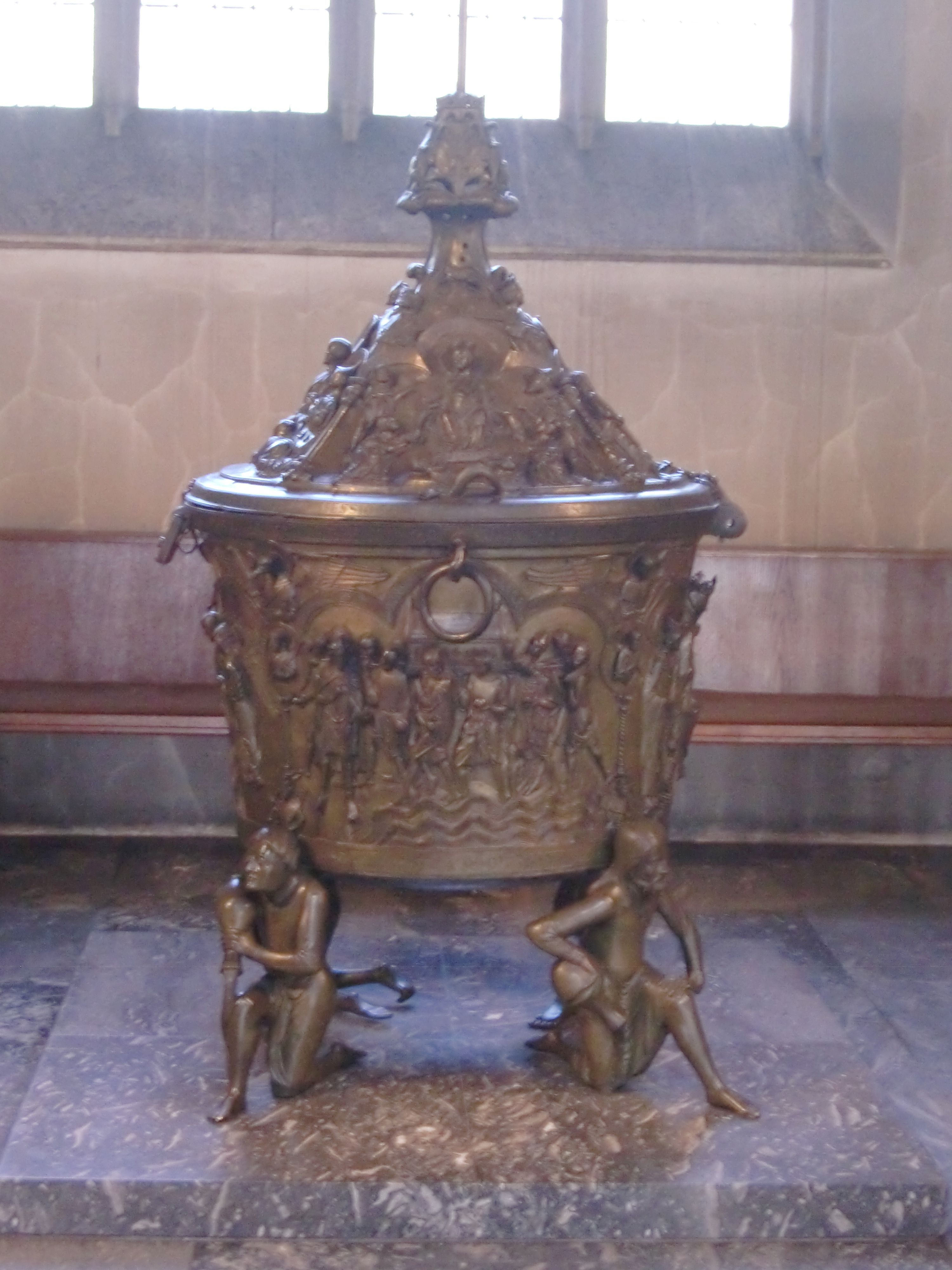
Fonte battesimale in bronzo nella Cappella di San Giorgio (1960-2010).
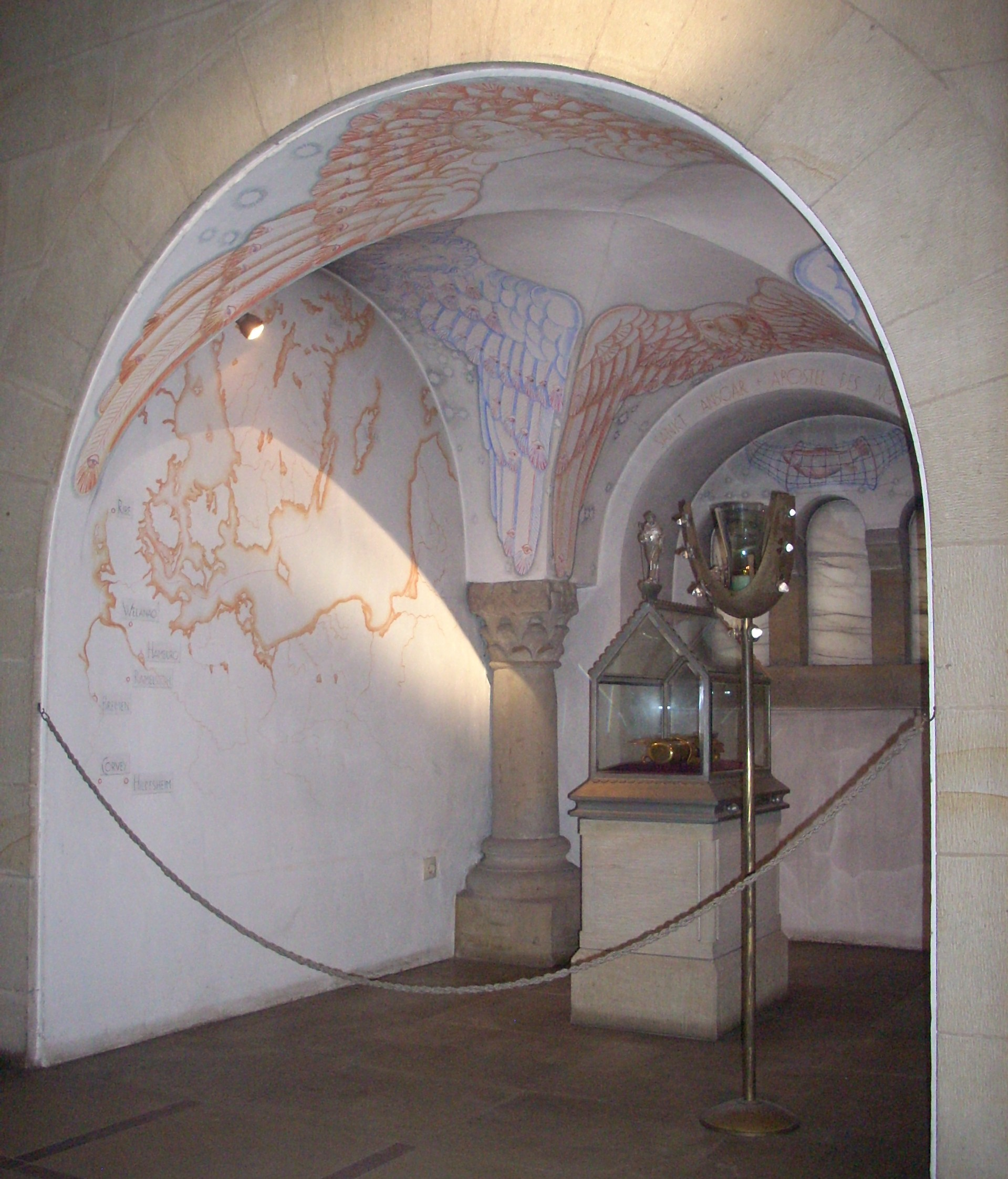
Ansgarkapelle (fino al 2010).
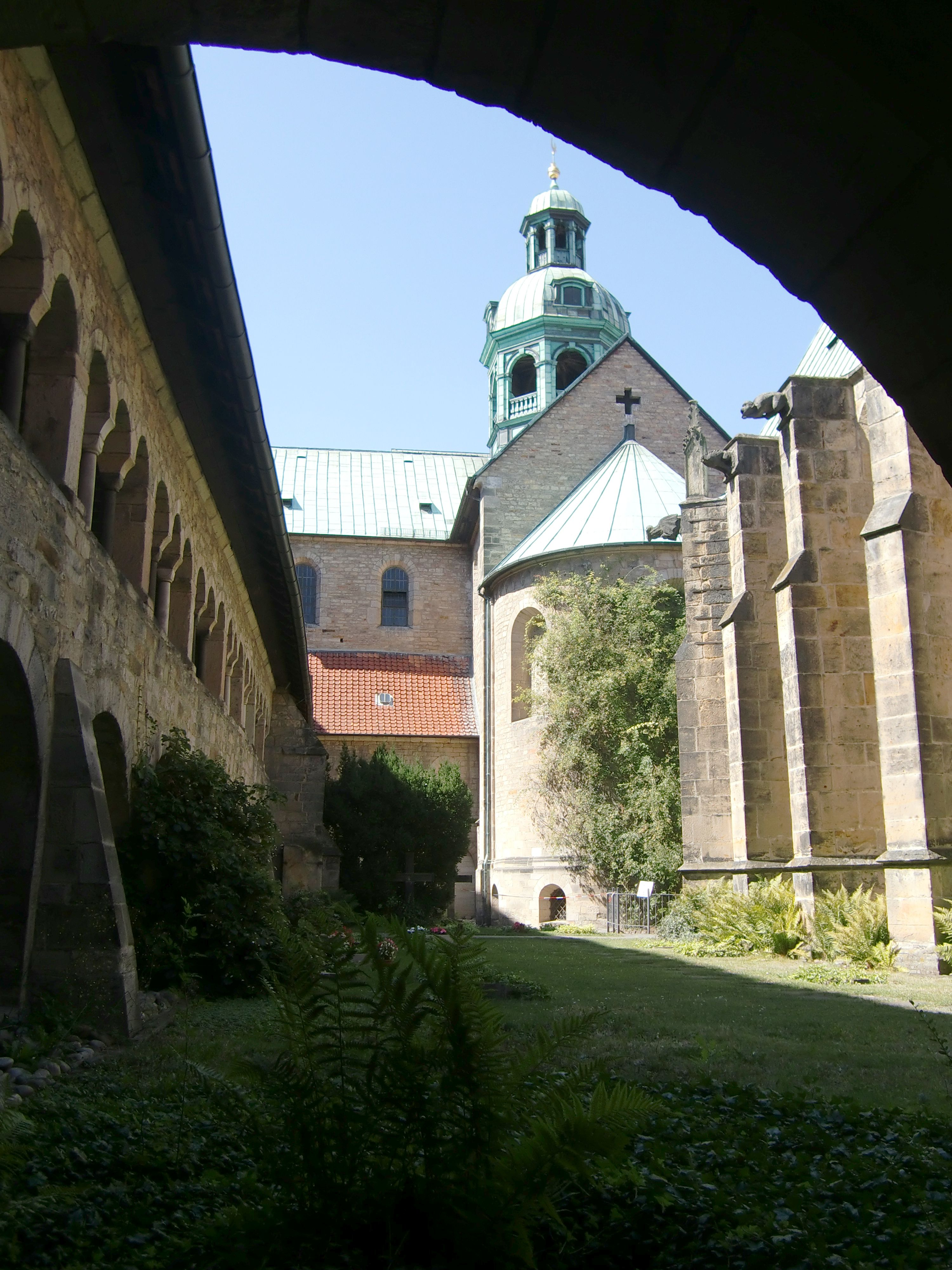
Il chiostro (fino al 2010).
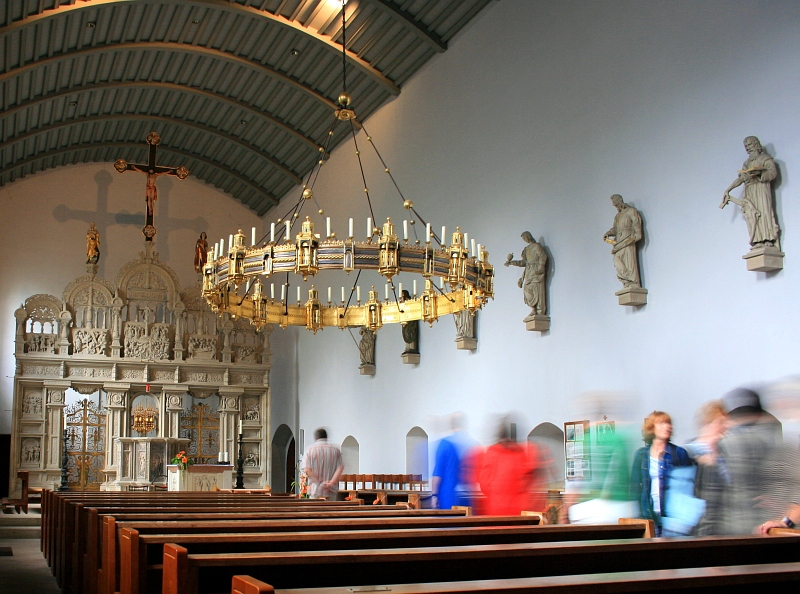
Chiesa di Sant'Antonio con il lampadario Thietmar e il pontile della cattedrale (prima del 2010).
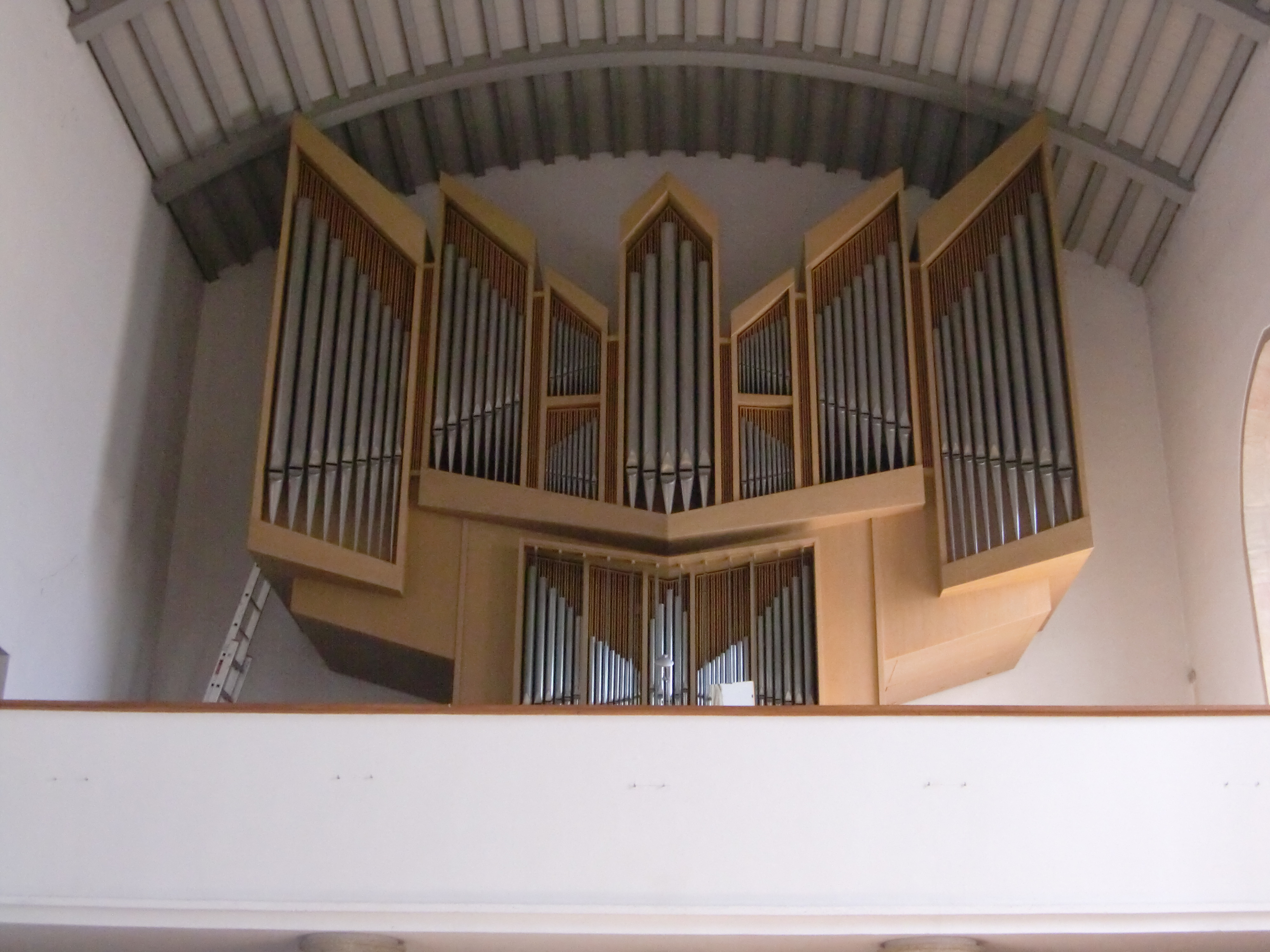
Ex organo di Sant'Antonio (fino al 2010) Ora nella cattedrale di Neviges.
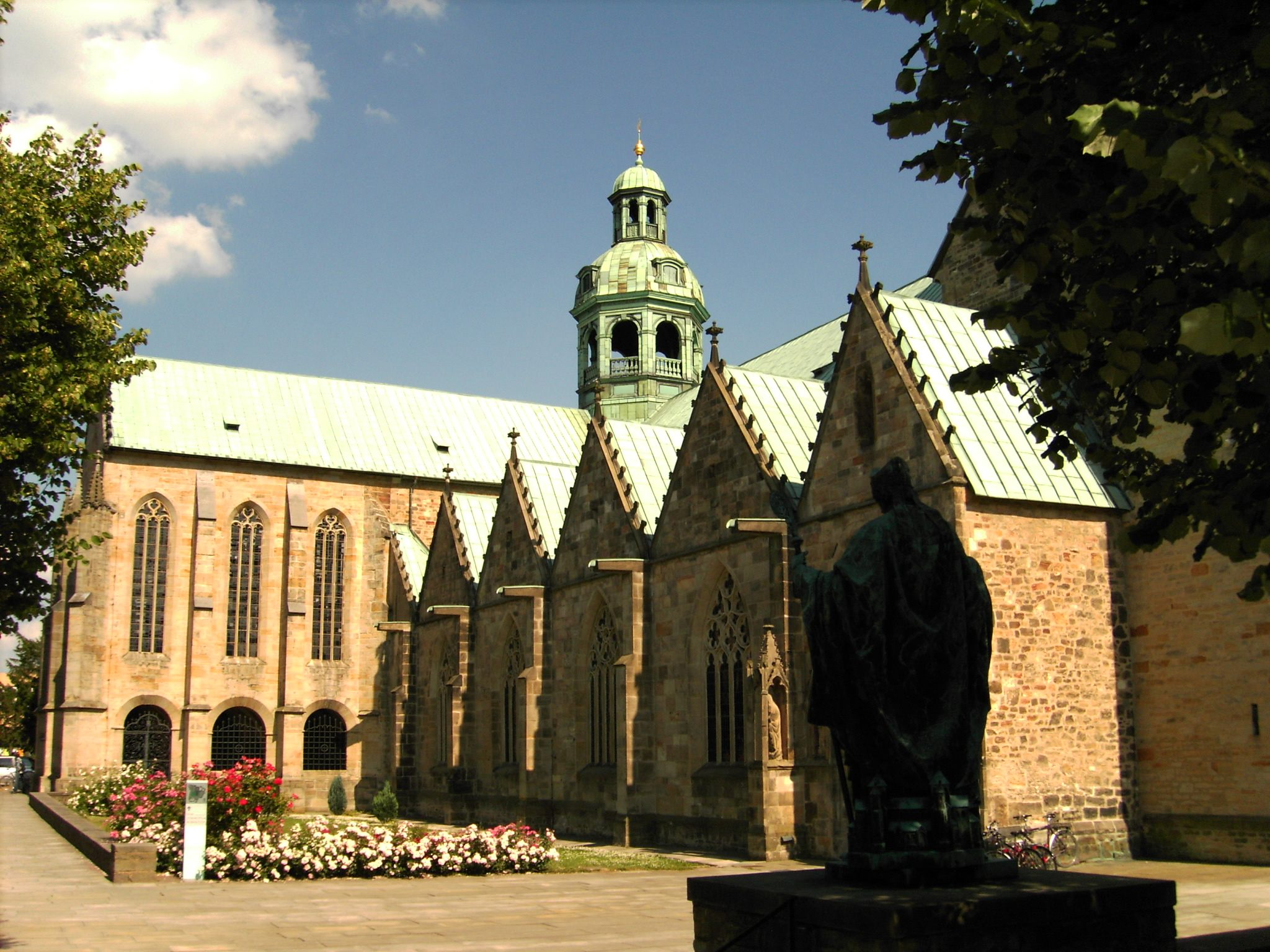
Torre della crociera, Paradiso e cappelle sul lato nord prima del 2010.
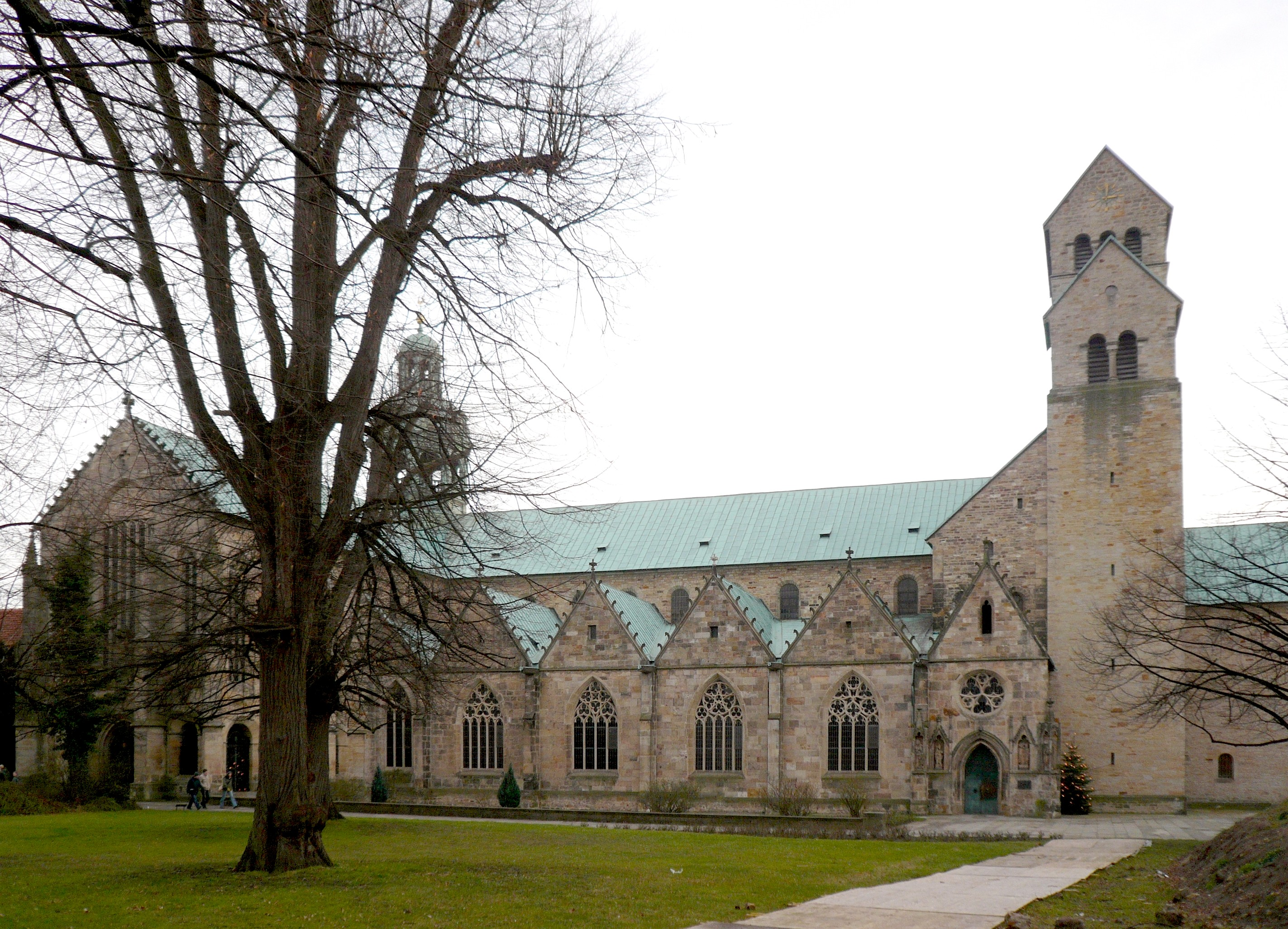
Vista completa della cattedrale prima del 2010.

### Ristrutturazione della cattedrale (2010–2014)

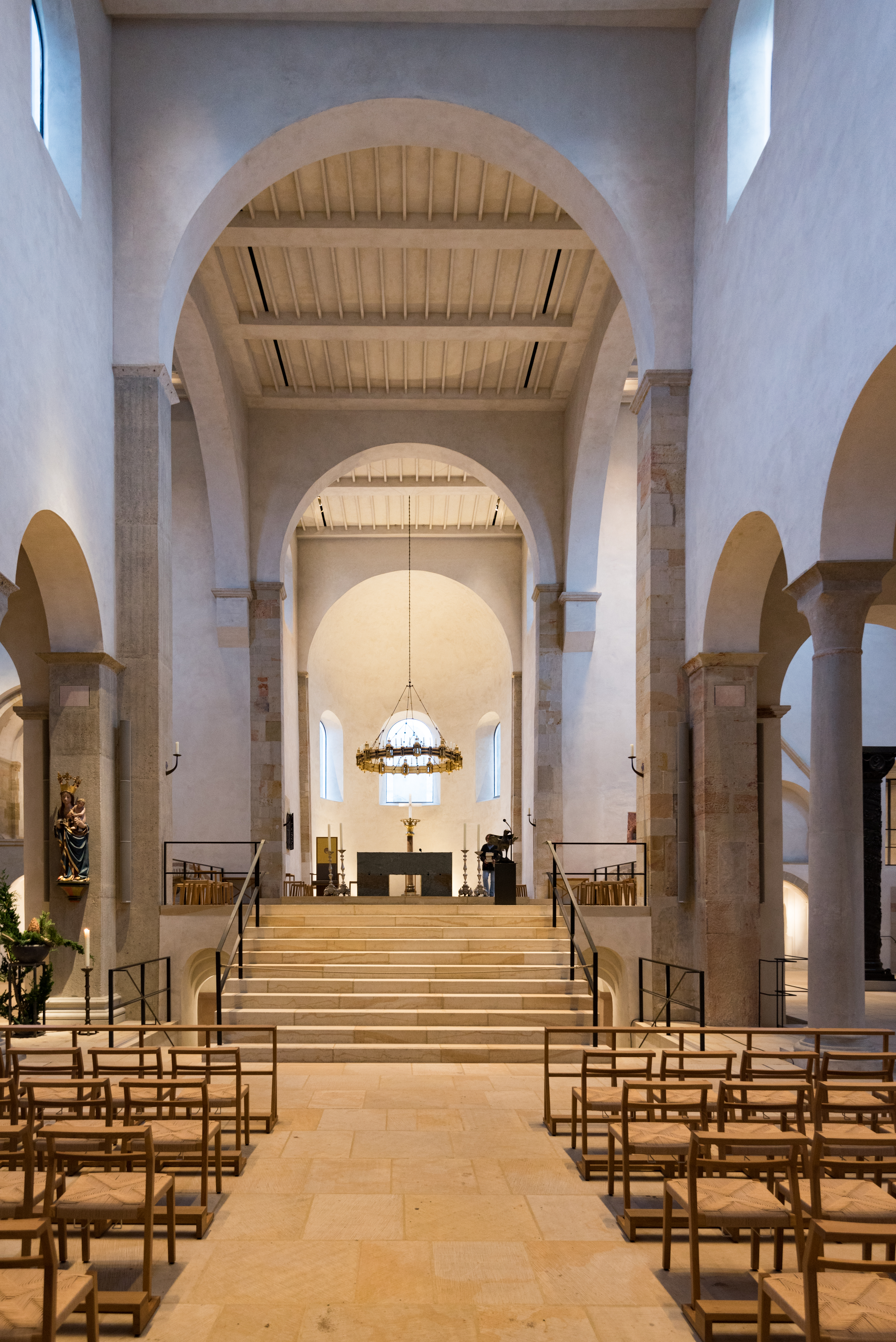
Vista interna della cattedrale dal 2014.

Dopo anni di progettazione preliminare, nel gennaio 2010 ha inizio una vasta ristrutturazione della cattedrale, per la prima volta dal 1960. Oltre alle misure tecniche e di conservazione, vengono apportate anche modifiche progettuali. Il pavimento viene abbassato al livello originale, il lampadario Hezilo e il lampadario Thietmar vengono posti nella navata e nel coro nelle collocazioni originali, e la porta di Bernoardo viene appesa con il lato a rilievo rivolto verso l'esterno, dietro un'anticamera. Inoltre, viene creata una cripta vescovile. Il nuovo museo della cattedrale di Hildesheim, inaugurato il 17 aprile 2015, viene costruito nell'ex chiesa di Sant'Antonio e in parti del chiostro della cattedrale sul braccio meridionale del transetto della cattedrale. La cattedrale viene ufficialmente chiusa il 10 gennaio 2010. Durante i lavori di ristrutturazione, come negli anni del dopoguerra, la basilica di San Godehard ha svolto la funzione di chiesa vescovile. La solenne riapertura della cattedrale è avvenuta il 15 agosto 2014, contemporaneamente all'apertura del 1200º anniversario della diocesi nel 2015. La cattedrale è stata fino ad allora il più grande cantiere in Germania riguardante un edificio chiesastico. Oltre alla ristrutturazione della cattedrale, contemporaneamente è stato ridisegnato anche il Domhof, il cortile circostante.

#### Rinvenimenti archeologici
Durante gli scavi durante la ristrutturazione della cattedrale del 2010, sono state trovate le fondamenta della Marienkapelle dell'inizio del IX secolo e un altrettanto antico cimitero a ovest e a sud di esso. Sono state scoperte 20 tombe e resti di persone sepolte, tra cui nell'agosto 2012 lo scheletro di una giovane donna morta intorno all'800 con perle di vetro, resti di una collana, e un piccolo coltello come corredo funerario. È la sepoltura più antica ritrovata integra nella cattedrale di Hildesheim.

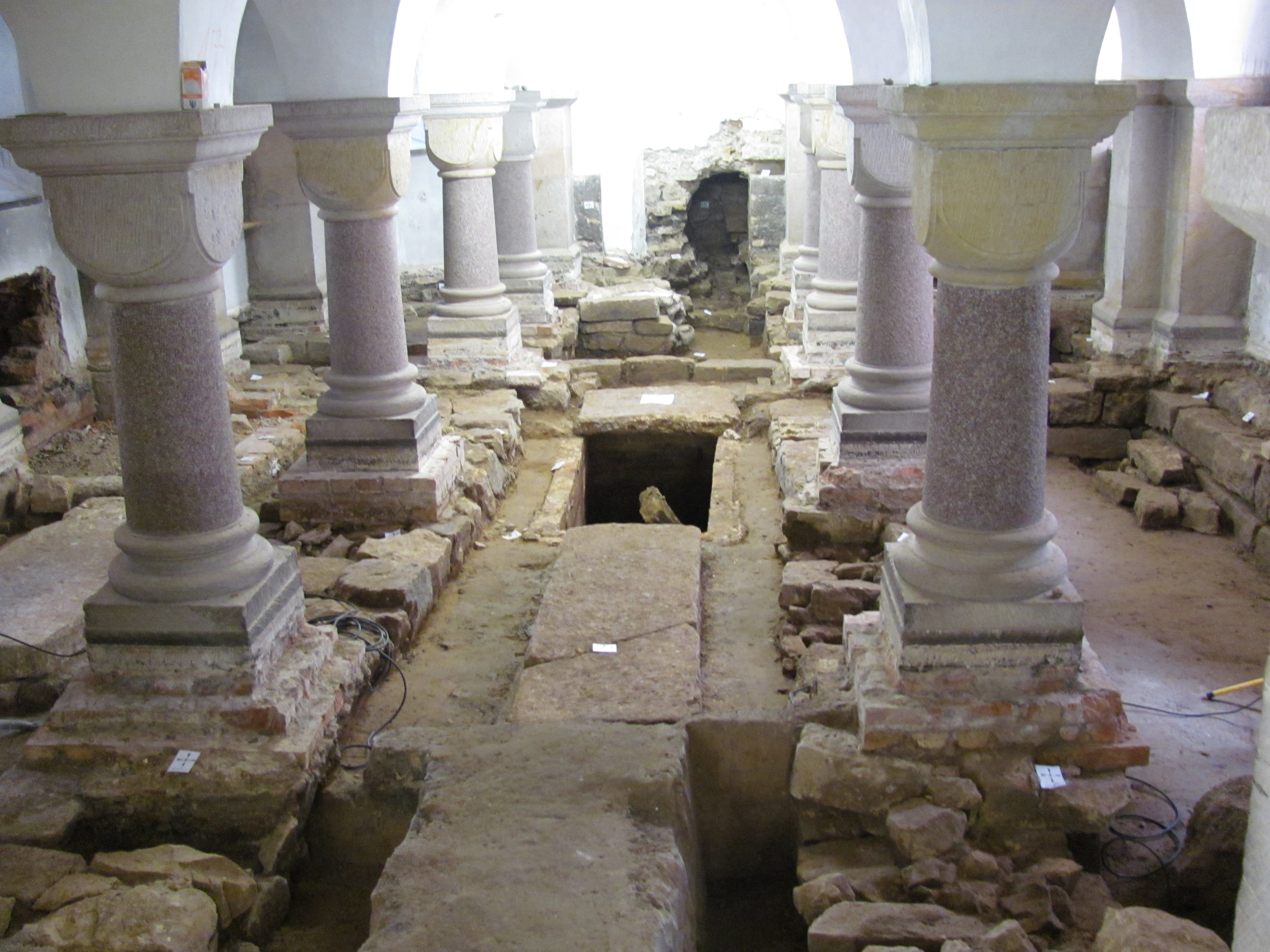
Fondazioni dall'inizio del IX secolo sotto la cripta.
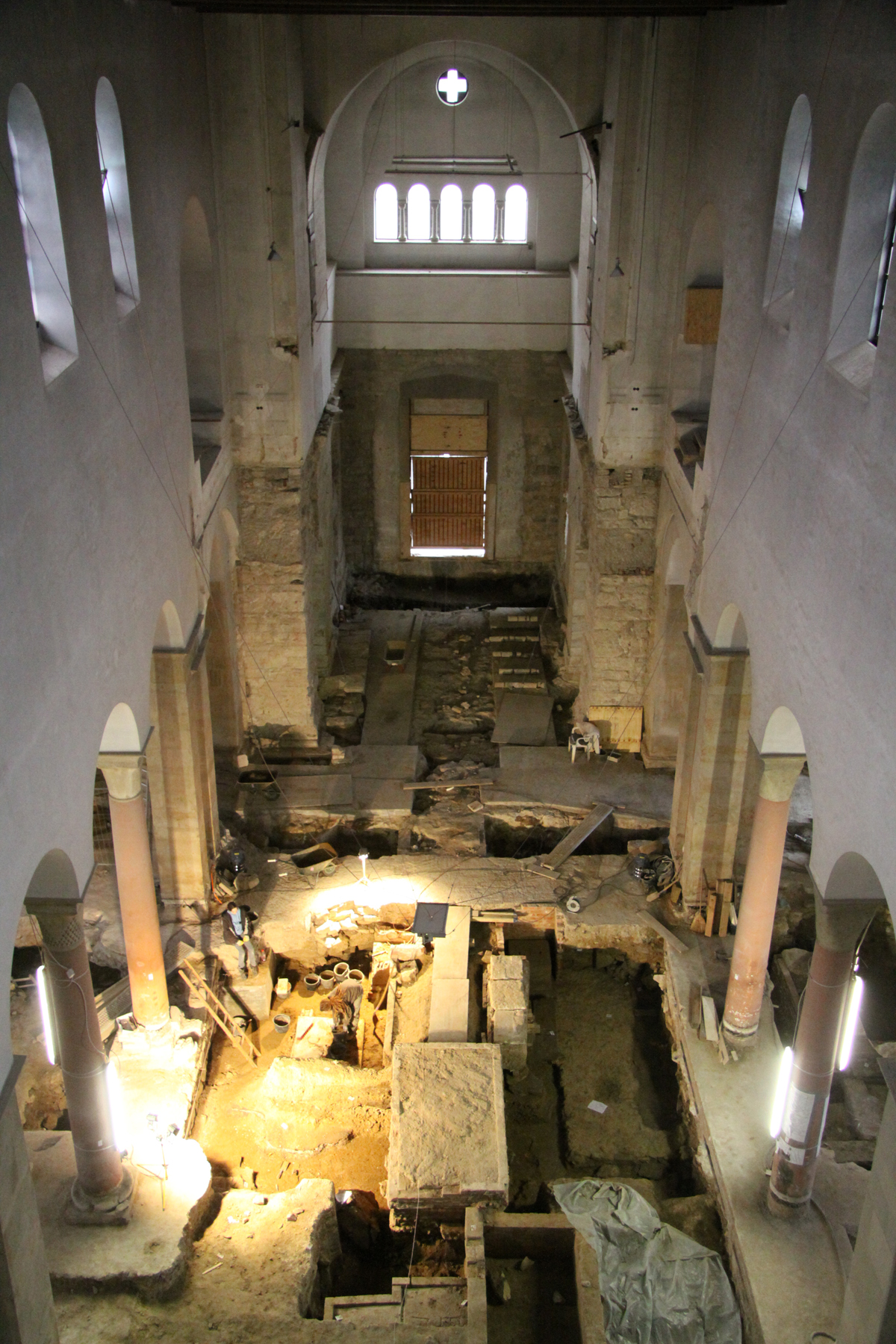
Scavi nel transetto ovest.
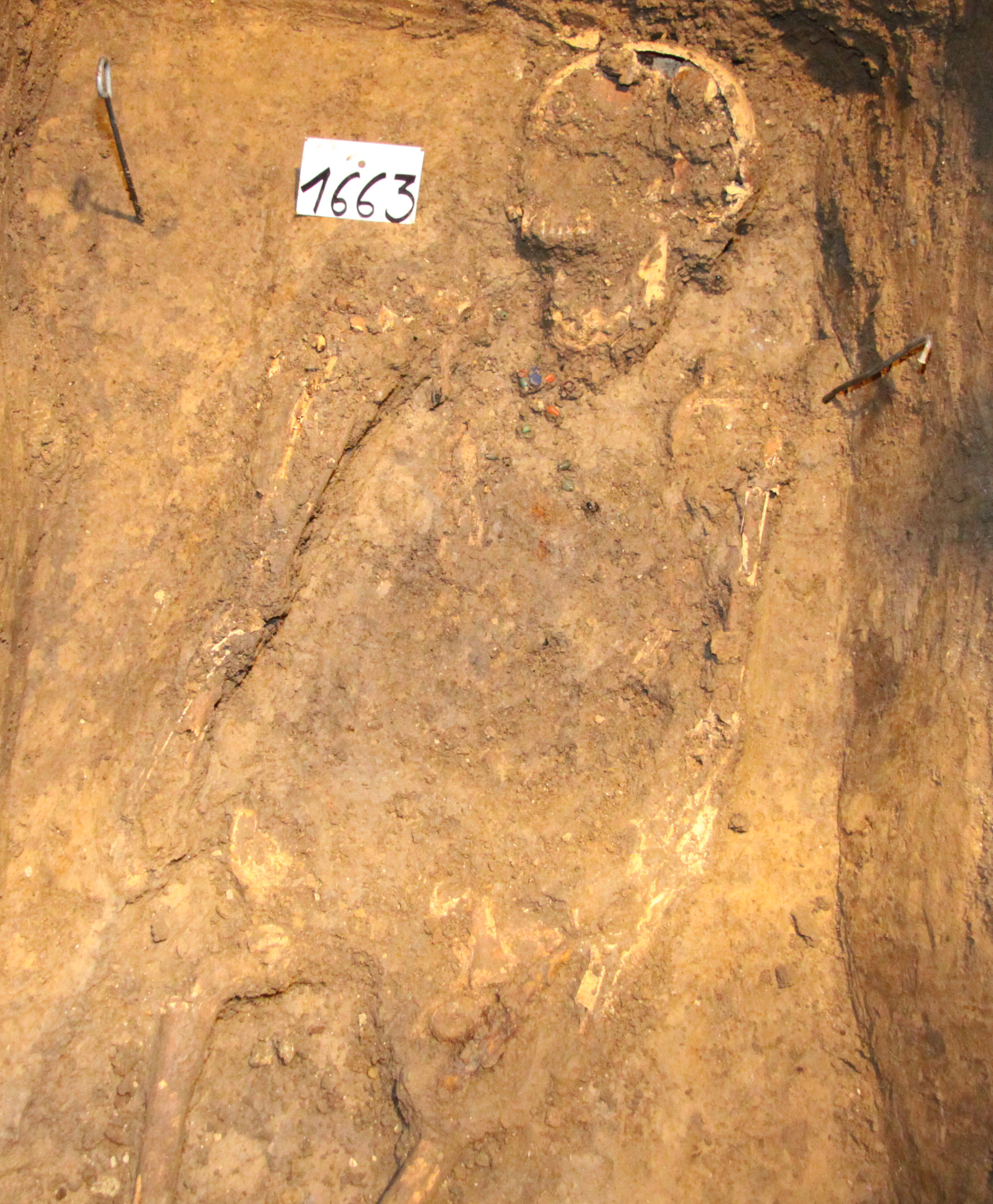
Ritrovamento di tombe del IX secolo.

## Descrizione

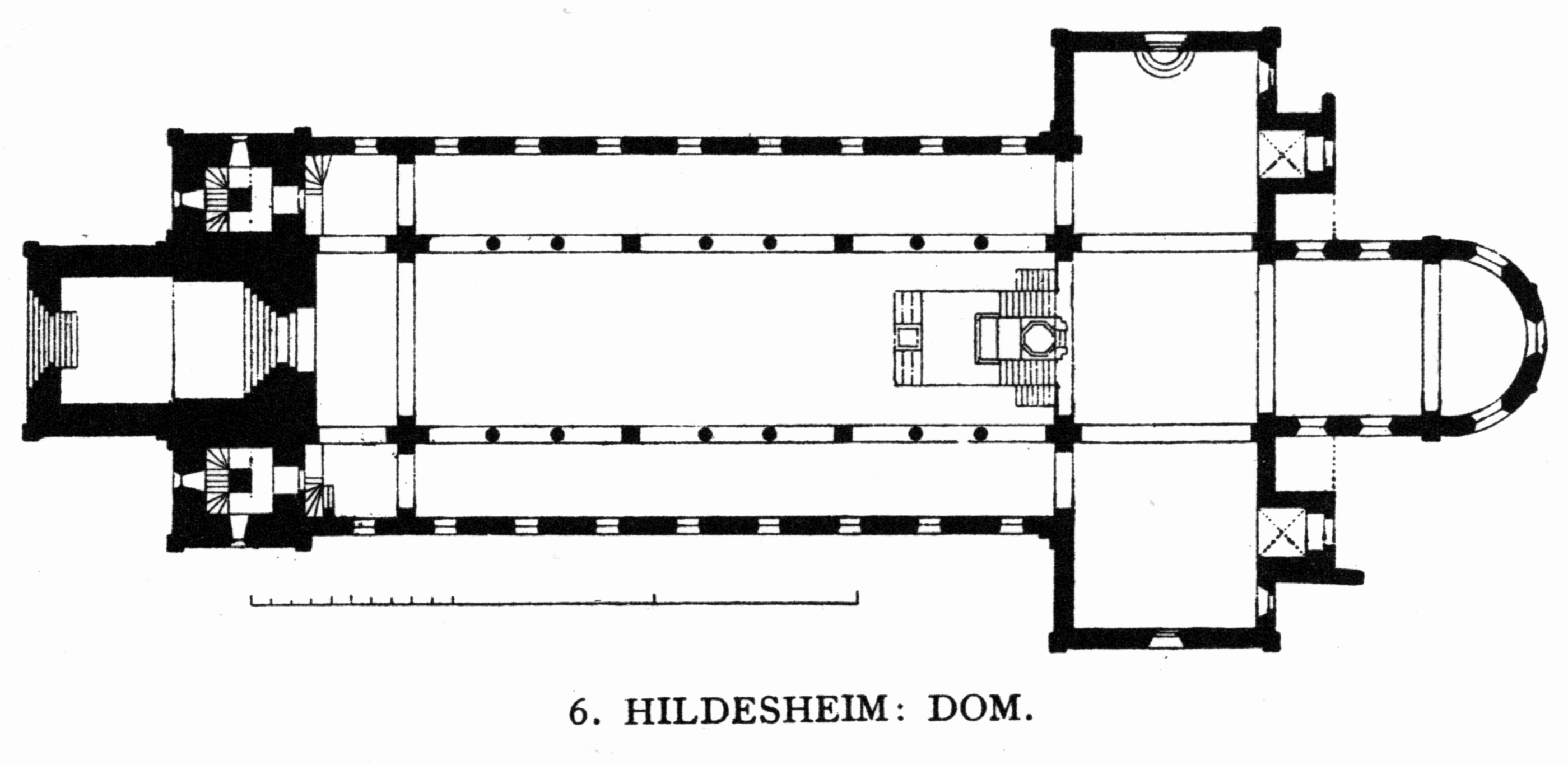
Pianta della cattedrale romanica senza aggiunte successive, come le cappelle sulla navata o il Paradiso settentrionale

La struttura di base della cattedrale di Hildesheim è una basilica romanica a tre navate con transetto. La navata centrale e le navate laterali sono separate l'una dall'altra da nove arcate ciascuna nella tipica alternanza di pilastri della Bassa Sassonia (stützenwechsel). Un totale di nove cappelle laterali gotiche sono aperte all'esterno delle navate. A ovest si trova il westbau, mentre ad est, la navata è contigua da un transetto, al quale è stato costruito il cosiddetto Paradiso sul lato nord. Nell'asse della navata centrale sul lato est del transetto si trova il coro romanico, che termina con un'abside semicircolare. La cripta della cattedrale si trova sotto la crociera e il coro.

### Misure
- Lunghezza totale: 77 m

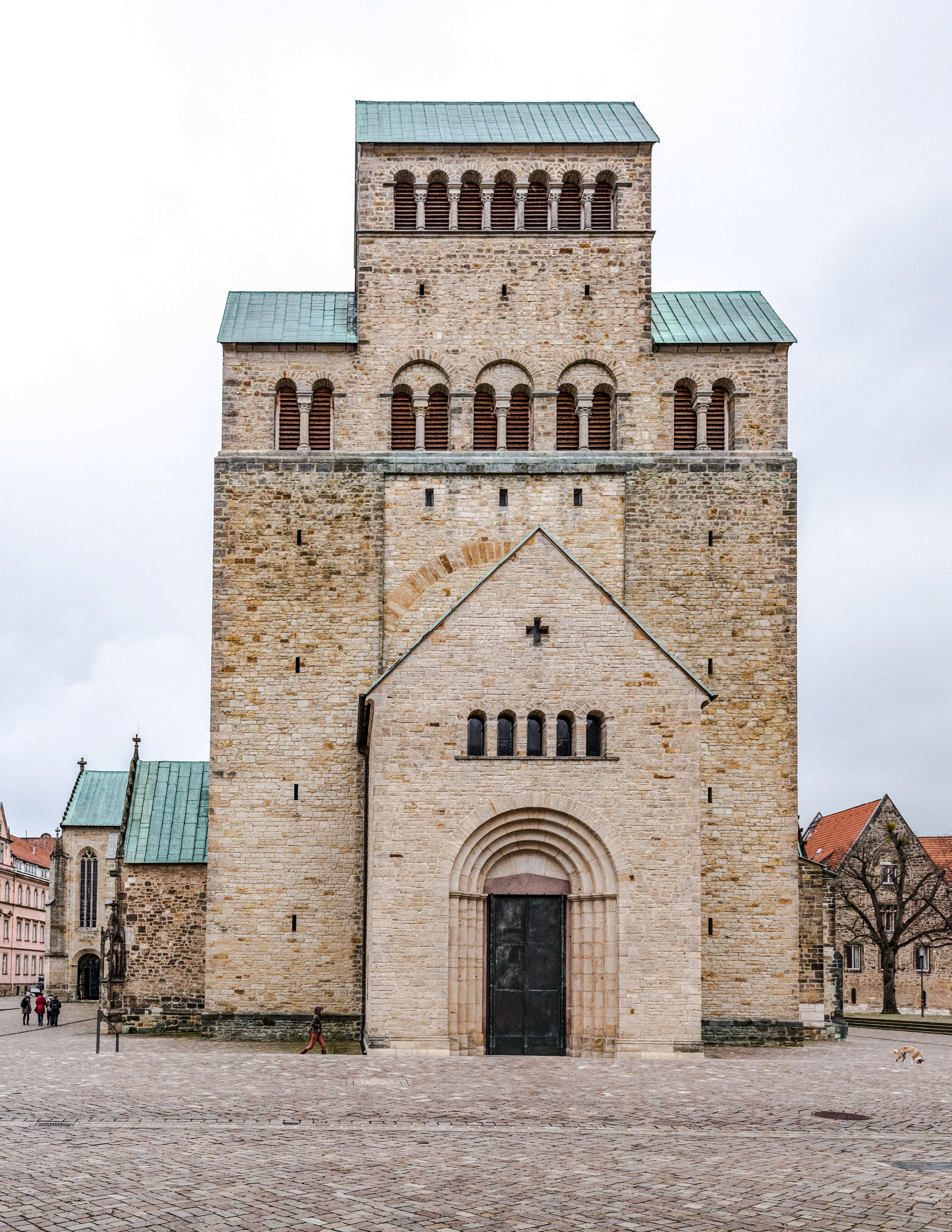
Facciata ovest

- Altezza navata centrale: 14 m
- Larghezza della navata centrale: 12 m
- Larghezza della navata: 32 m
- Altezza della barra ovest: 41 m
- Altezza della torre di attraversamento: 20 m

### Dettagli

#### Facciata ovest

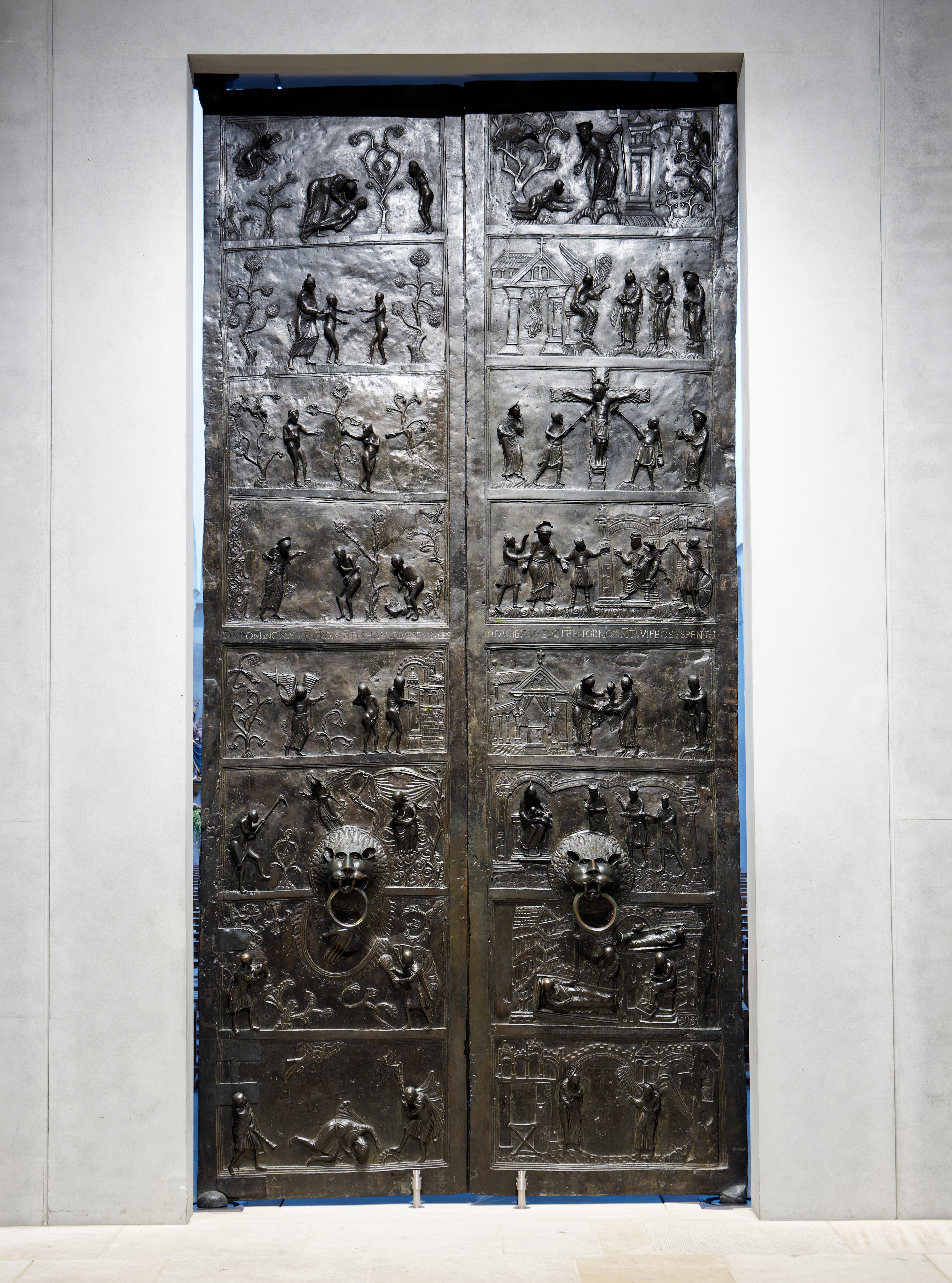
La porta di Bernoardo

Il westbau è tipico sassone. Nella storia della cattedrale, il fronte è stato più volte ridisegnato. Il primo assetto è stato costruito dal vescovo Gottardo. Con la ricostruzione dopo l'incendio del 1046, il vescovo Hezilo lo ridisegnò. Questo servì da modello per la facciata ovest della cattedrale di Minden e in seguito anche per la chiesa neo-romanica di San Bernoardo a Hildesheim. A ovest dell'edificio ovest c'erano la cappella di Simone e Giuda e la Cappella di San Bernoardo, a sud della cappella di San Silvestro. La torretta sulla crociera è di epoca barocca.
L'intervento di Hezilo fu demolito nel 1840 a causa di crepe nella muratura e sostituito da un edificio occidentale a doppia torre, neoromanico, basato sul modello della Godehardikirche di Hildesheim. Questa facciata ovest sopravvisse fino al bombardamento del 22 marzo 1945. Quando la cattedrale fu ricostruita dopo la seconda guerra mondiale, l'edificio neo-romanico occidentale fu ridisegnato sul modello della cattedrale di Hezilo, conferendogli l'aspetto odierno. A ovest della traversa c'è un vestibolo con la porta di Bernoardo, mentre i piani superiori del westbau ospitano anche il coro di 12 campane della cattedrale.

#### Paradiso e cappella di Steinberg
Il "Paradiso" gotico fu costruito nel 1412 come ingresso rappresentativo dalla città alla cattedrale di fronte alla facciata nord del transetto. La cappella Steinberg confina a est con il paradiso settentrionale. Ospita resti di pitture murali, che probabilmente raffigurano i patroni della cattedrale e altri santi. Sia il Paradiso che la Cappella Steinberg sono scampati alla distruzione causata dal bombardamento del 22 marzo 1945. L'ex Godehardichor si trova al piano superiore del Paradiso ed è oggi usato oggi come sala prove per la musica da cattedrale.

#### Torre di attraversamento
La prima torre di crociera della cattedrale di Hildesheim era costituita da una costruzione in legno. Questa è stato sostituito da una torre in pietra a tre piani sotto il vescovo Bernhard I nel 1150. L'attuale torre è una ricostruzione della torre barocca che fu distrutta durante la seconda guerra mondiale.

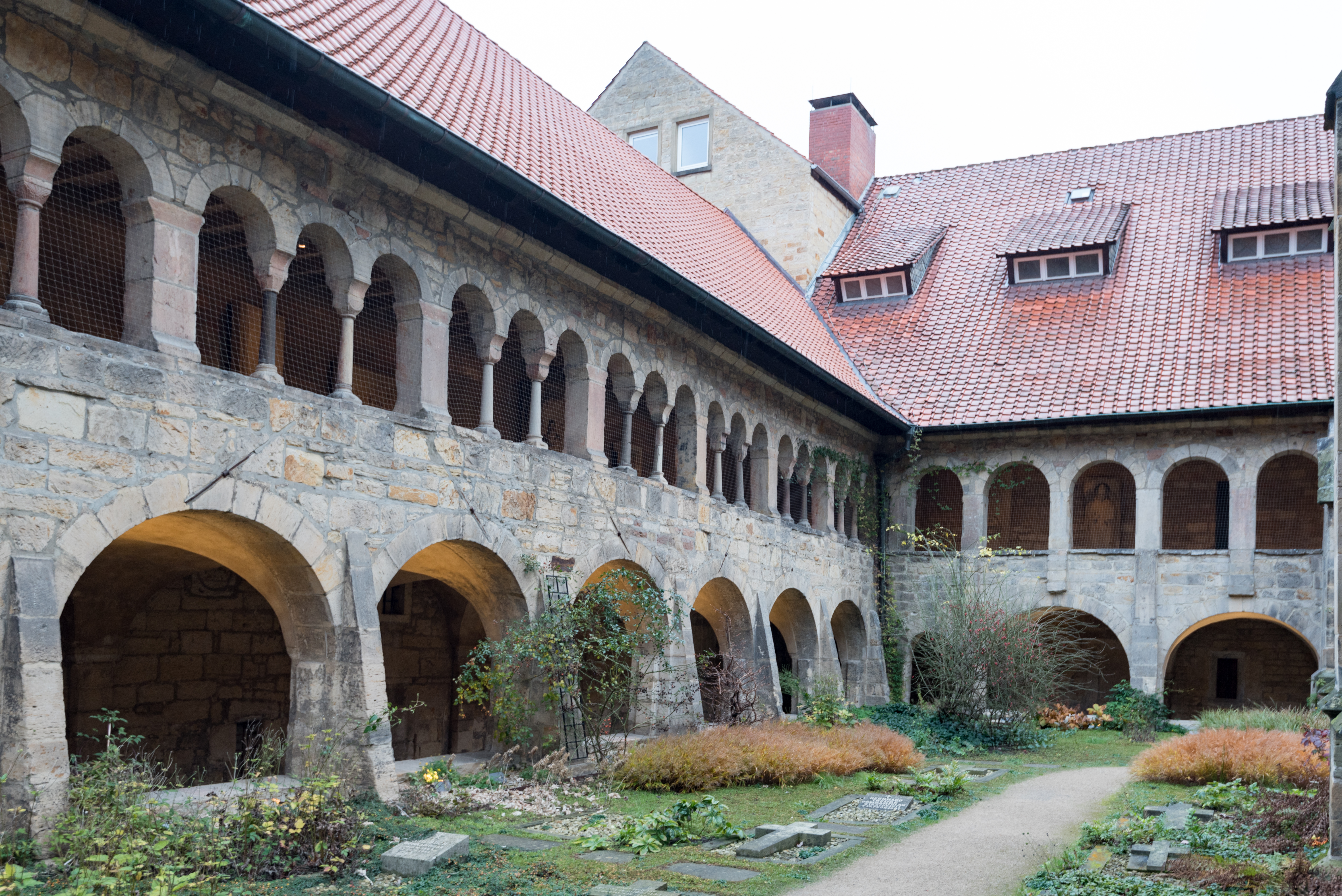
Parte del chiostro

#### Chiostro
Il chiostro della Cattedrale di Hildesheim racchiude con le sue tre ali l'abside est della cattedrale. È uno dei pochi chiostri in Germania ad avere un piano superiore. L'Annenkapelle fu costruita al centro del cortile nel 1321 come luogo per le commemorazioni. Si tratta della prima chiesa puramente gotica di Hildesheim. Il piano superiore del chiostro è accessibile al pubblico tramite il museo della cattedrale. In precedenza era aperto solo in occasioni speciali. La cappella di Sant'Anna è circondata dal cosiddetto cimitero di Sant'Anna. L'ex scuola della cattedrale (oggi ingresso) e una piccola cappella con una scultura in vetro che commemora la distruzione della cattedrale nella seconda guerra mondiale confinano con il chiostro a nord, la Sala Godehard a est con la cappella di San Lorenzo (oggi Cappella del Sacramento con Tabernacolo) e l'ex Chiesa di Antonio (oggi parte del Museo della Cattedrale).

#### Cripta

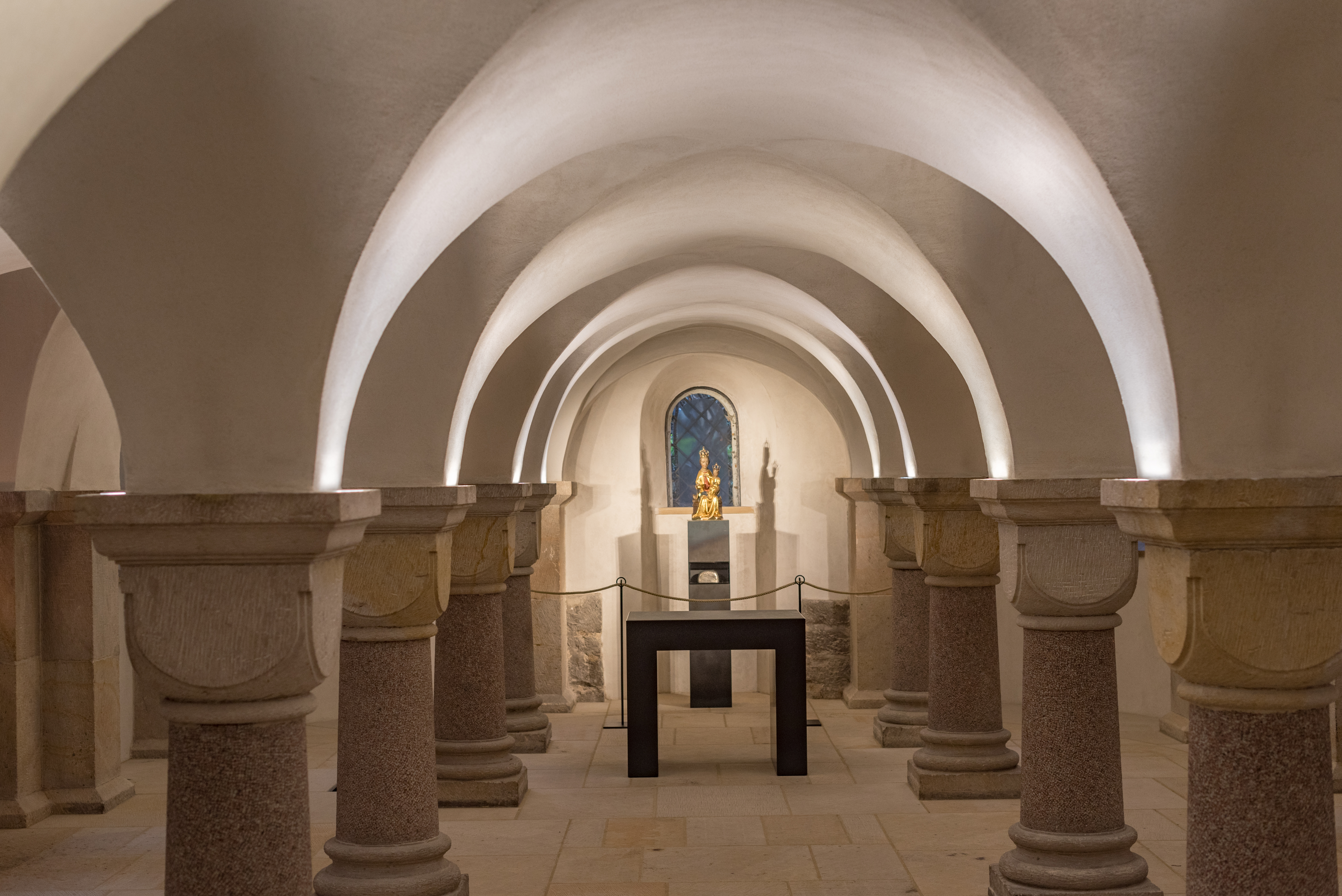
La cripta

La cripta della cattedrale, costruita nell'872 e rimaneggiata più volte nei secoli successivi, è una delle più antiche della Germania. Si trova sotto la crociera e il coro della cattedrale e ha una superficie di 251 metri m² e un'altezza di circa 3 m. Al posto della cripta si trovava inizialmente la Marienkapelle, costruita da Ludovico il Pio, intorno all'815. Oggi nella cripta si trovano il santuario di Gottardo di Hildesheim, un altare, una statua di Maria e il reliquiario mariano di Hildesheim. Le radici del cespuglio di rose possono essere viste attraverso una finestra sul lato est.

#### Cripta episcopale

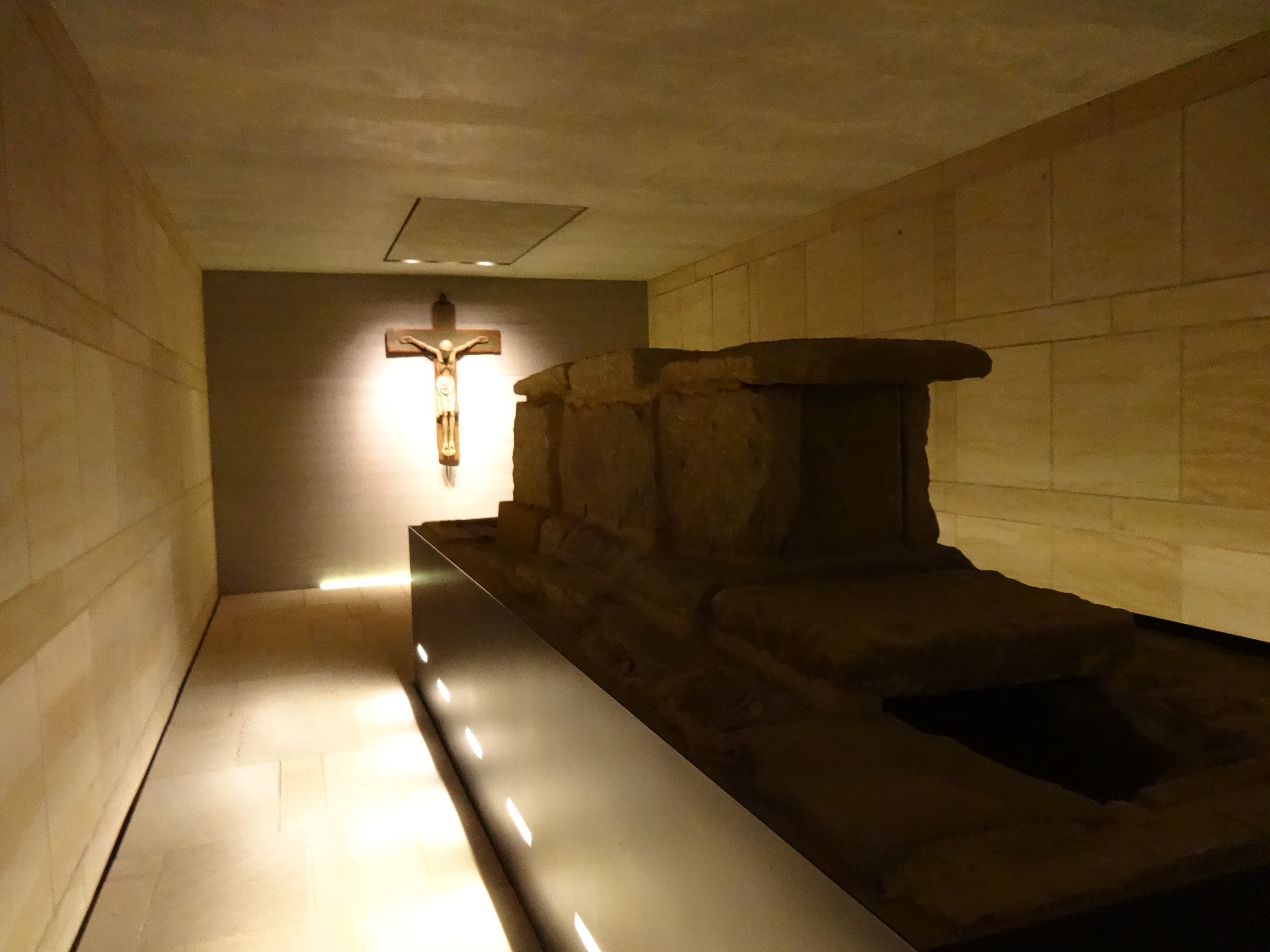
Cripta episcopale

All'estremità occidentale della cripta si trova la nuova cripta vescovile della cattedrale, creata tra il 2010 e il 2014 come parte della ristrutturazione. Dispone di 24 tombe, tre delle quali sono attualmente occupate. Finora, sono stati sepolti qui i vescovi Joseph Godehard Machens, Heinrich Maria Janssen e Josef Homeyer. Un crocifisso romanico è appeso alla parete ovest della cripta. La tomba del vescovo Hildwin del IX secolo, scoperta durante gli scavi, è collocata al centro della stanza.

#### Cappelle laterali
Le cappelle laterali gotiche sono state aggiunte ai lati nord e sud della navata.
A nord, da ovest a est, si trovano la cappella di San Giorgio, la cappella dei Diecimila Martiri e la Cappella di San Matteo. Dalla ristrutturazione dal 2010 al 2014, la Matthäuskapelle ha fornito spazio per i cori della scuola corale di Hildesheim, ed è qui allestito anche l'organo del coro. Nella Cappella dei Martiri ci sono due confessionali.
La cappella di Santa Barbara si trova sul lato sud della navata  cappella, oltre a quella di San Vincenzo e Anastasio, Santa Elisabetta e dell'Immacolata. La cappella di Santa Barbara ospita l'unico altare quasi completamente conservato dell'arredo barocco della cattedrale; la pala d'altare mostra il donatore insieme alle cartucce della cattedrale. Nella Cappella di San Vincenzo e Anastasio c'è una vetrina in cui sono conservati i vasi barocchi per gli oli sacri. Il presepe della cattedrale è allestito nella cappella di Santa Elisabetta per il Natale.

## Arredamento liturgico

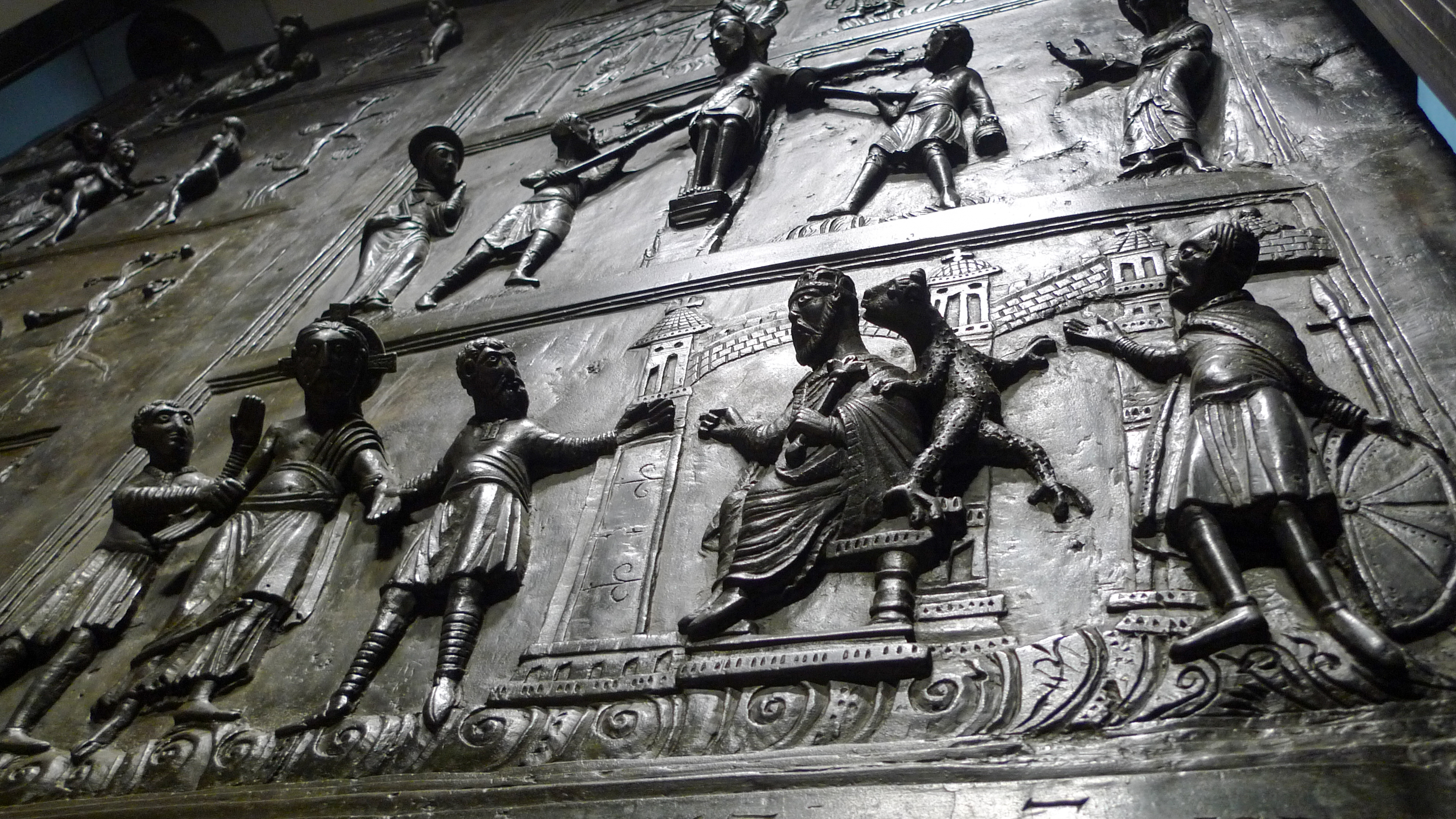
Particolare della porta di Bernoardo

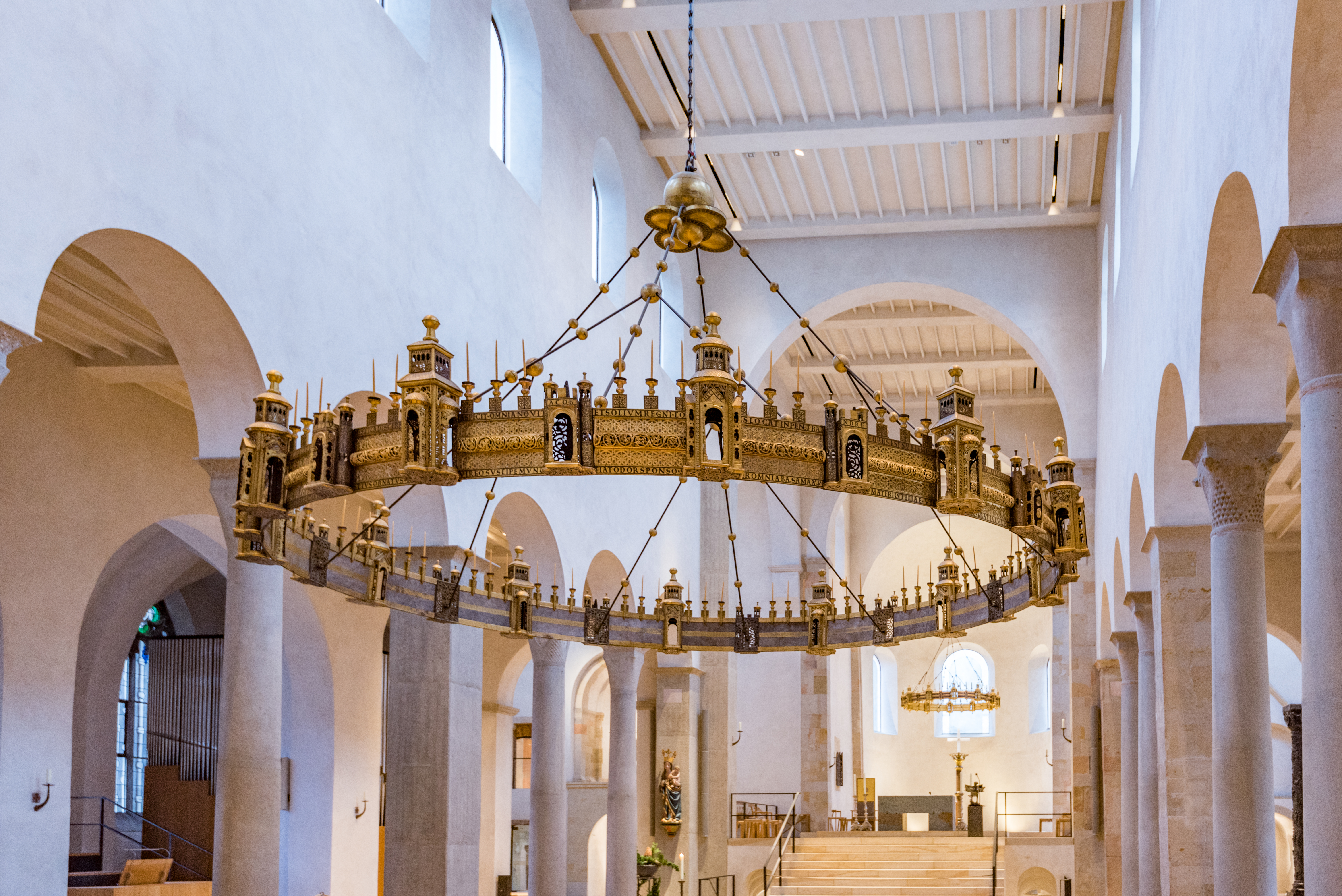
Lampadario Hezilo, sullo sfondo l'altare con il lampadario Thietmar e la colonna Irmen

L'arredamento liturgico della cattedrale di Hildesheim è cresciuto nel corso dei secoli. Le fusioni in bronzo dell'epoca del vescovo Bernoardo (993-1022) sono famose in tutto il mondo e fanno parte del patrimonio mondiale dell'UNESCO:
- La porta di Bernoardo del 1015, nel portico ovest
- La Colonna di Cristo del 1020, eretta nel braccio sud del transetto

Altre opere d'arte presenti nella cattedrale sono:
- Il lampadario Hezilo, XI secolo, appeso nella navata centrale.
- Il lampadario Thietmar o Azeline, XI secolo, appeso al presbiterio.[3]
- Il Santuario di Epifanio, prima metà del XII secolo, posto nella nicchia settentrionale del muro del transetto orientale (edicola con reliquie di Sant'Epifanio di Pavia, Cosma, Damiano e Cantius, Cantianus e Cantianilla). Sotto la nicchia della cappella di Santa Cecilia si trova il reliquiario della testa della santa.
- Nella nicchia meridionale del muro del transetto orientale si trova il reliquiario di testa di San Bernardo.
- Il Santuario di Godehard, intorno al 1140, posto nella cripta[4]
- Il reliquiario mariano di Hildesheim nella cripta.
- Un leggio a forma di aquila, circa 1220 (originale nel museo della cattedrale; copia per uso liturgico), a destra dell'altare del popolo disegnato da Ulrich Rückriem nella crociera.
- Il fonte battesimale romanico in bronzo del 1225, posto nella campata centrale della navata principale.
- La gotica Tintenfassmadonna, intorno al 1430, eretta sul pilastro dell'incrocio nord-occidentale.
- L'Irmensäule, detta anche Mariensäule, nell'abside del coro, che porta una croce moderna in cristallo di rocca (in origine probabilmente un candeliere pasquale. Secondo la leggenda, il fusto della colonna dovrebbe consistere nel nucleo dell'Irminsul)[5].
- Una pietà e una grata in ferro battuto di epoca barocca nella Cappella di San Giorgio.
- Un altare laterale barocco nella cappella di Santa Barbara
- Due alabastri raffiguranti il profeta Isaia e il diacono Filippo, XIX secolo, nella cappella dei Santi Vincenzo e Anastasio.
- Dipinto dell'Adorazione dei Magi di Peter Paul Rubens, XVIII secolo, nella cappella di Santa Elisabetta
- Due ex altari di Paul Egell raffiguranti Anna e Gioacchino, XVIII secolo, nella Cappella dell'Immacolata.
- 14 stazioni della Via Crucis in acciaio di Tobias Kammerer[6].

Dopo la distruzione nella seconda guerra mondiale, fu creato un tabernacolo moderno dall'orafa e benedettina Lioba Munz, che ora è installato nella cappella dell'Adorazione. Dovevano anche essere installate una vetrata nell'abside, riproducente Maria come una donna apocalittica, e un mosaico nella cupola dell'abside del coro a memoria della distruzione bellica di Hildesheim, riprendendo il motivo del fuoco del mondo apocalittico. Sopra il mosaico doveva apparire la parola dai salmi Et renovabis faciem terrae, alleluia ("E rinnovi la faccia della terra, Alleluia"). Queste opere non sono state incluse nel progetto di ristrutturazione della cattedrale del 2010-2014.
Alcuni degli antichi arredi della cattedrale e numerosi strumenti liturgici e reliquiari costituiscono la collezione del museo della cattedrale, che comprende:
- La croce di Bernoardo.
- Il pannello centrale dell'epitaffio di Wrisberg, intorno al 1585.
- L'ex pontile della cattedrale del 1546.

Fuori dalla cattedrale si trovano:
- La tomba del sacerdote Bruno, XII secolo, parete esterna meridionale del coro
- Il monumento a Bernoardo di Ferdinand Hartzer, 1893, sul lato nord della cattedrale

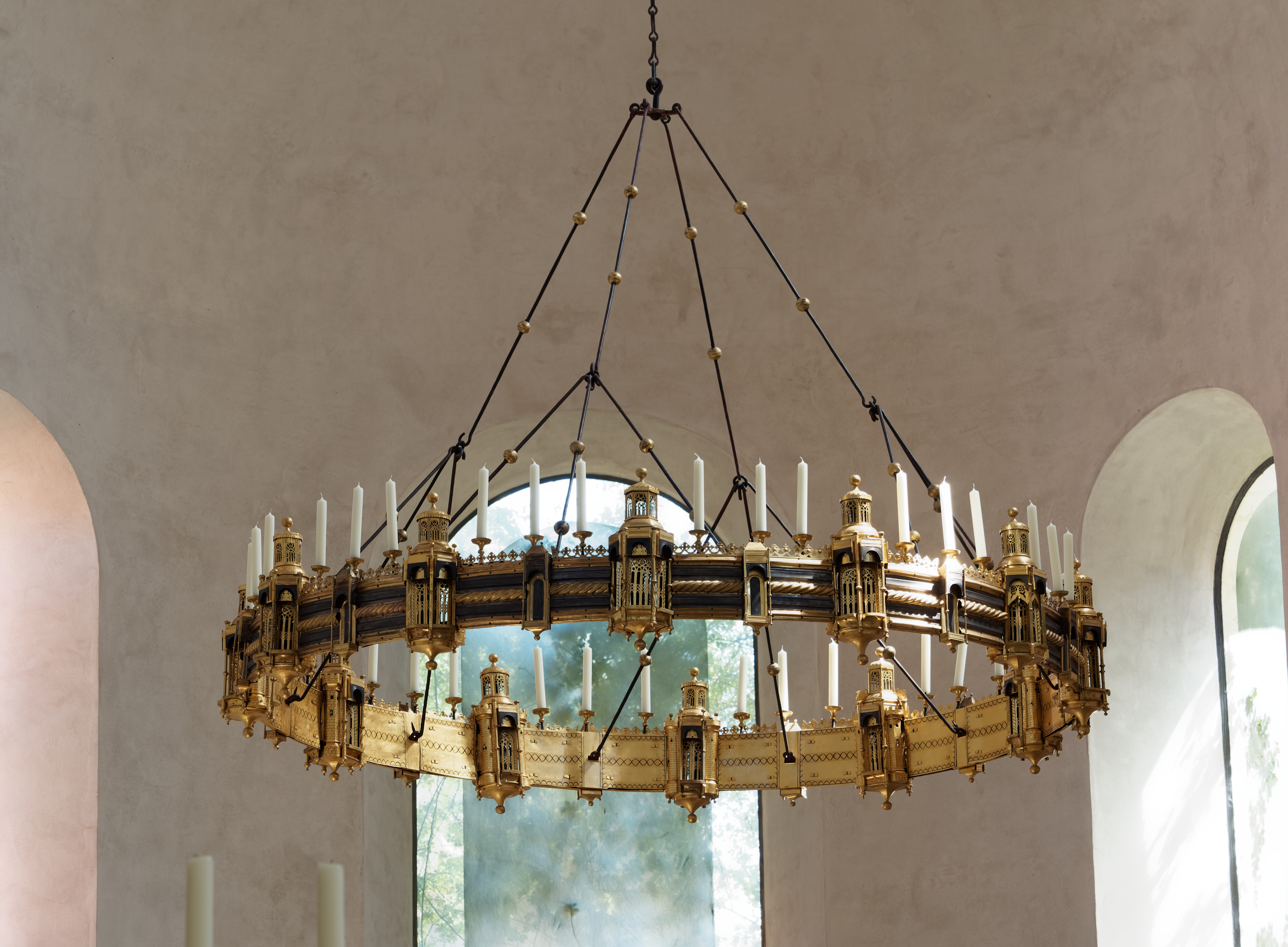
Lampadario Thietmar
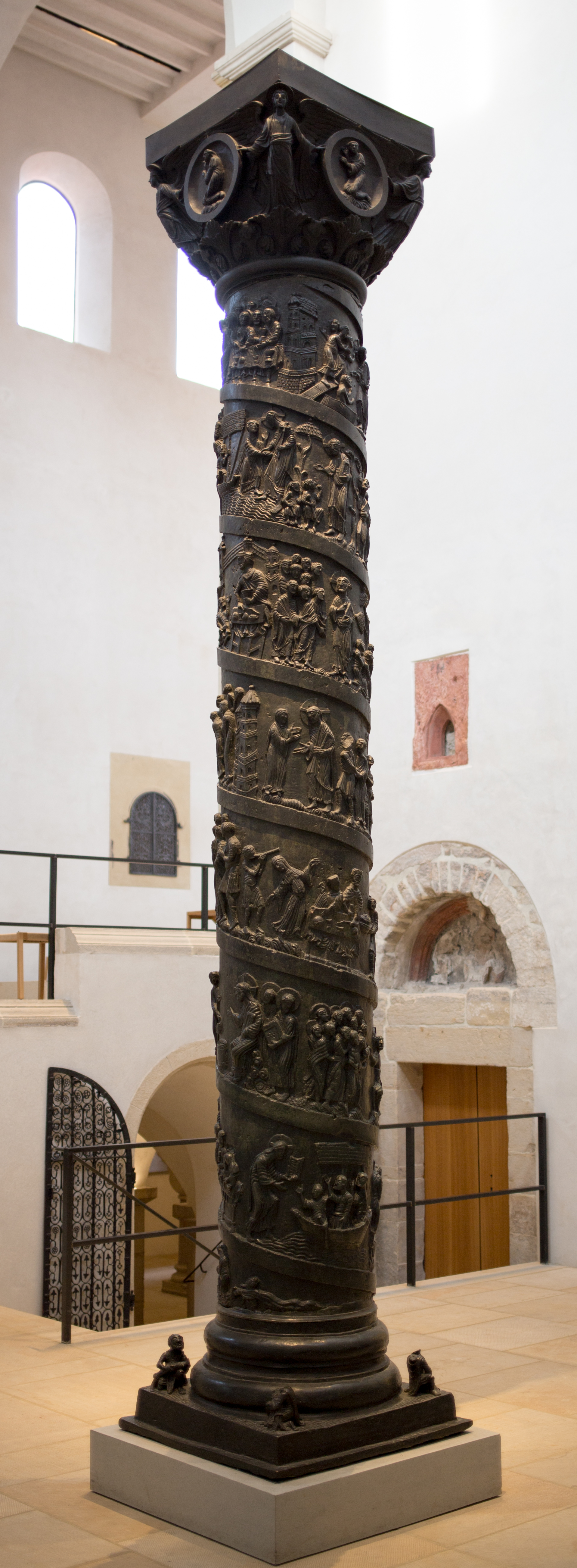
Colonna di Cristo
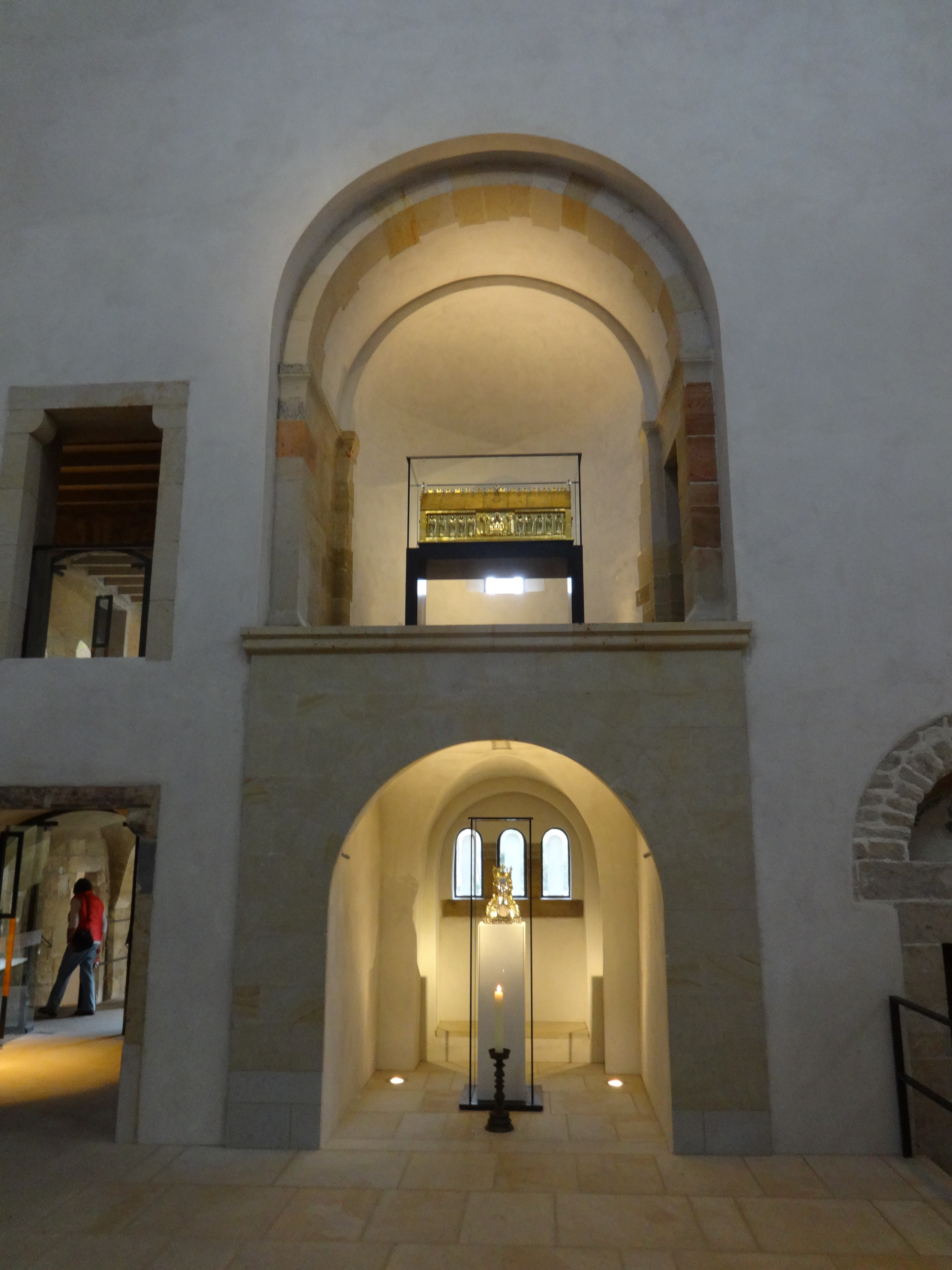
Cappella di Santa Cecilia, sopra il santuario del patrono della cattedrale Epifano
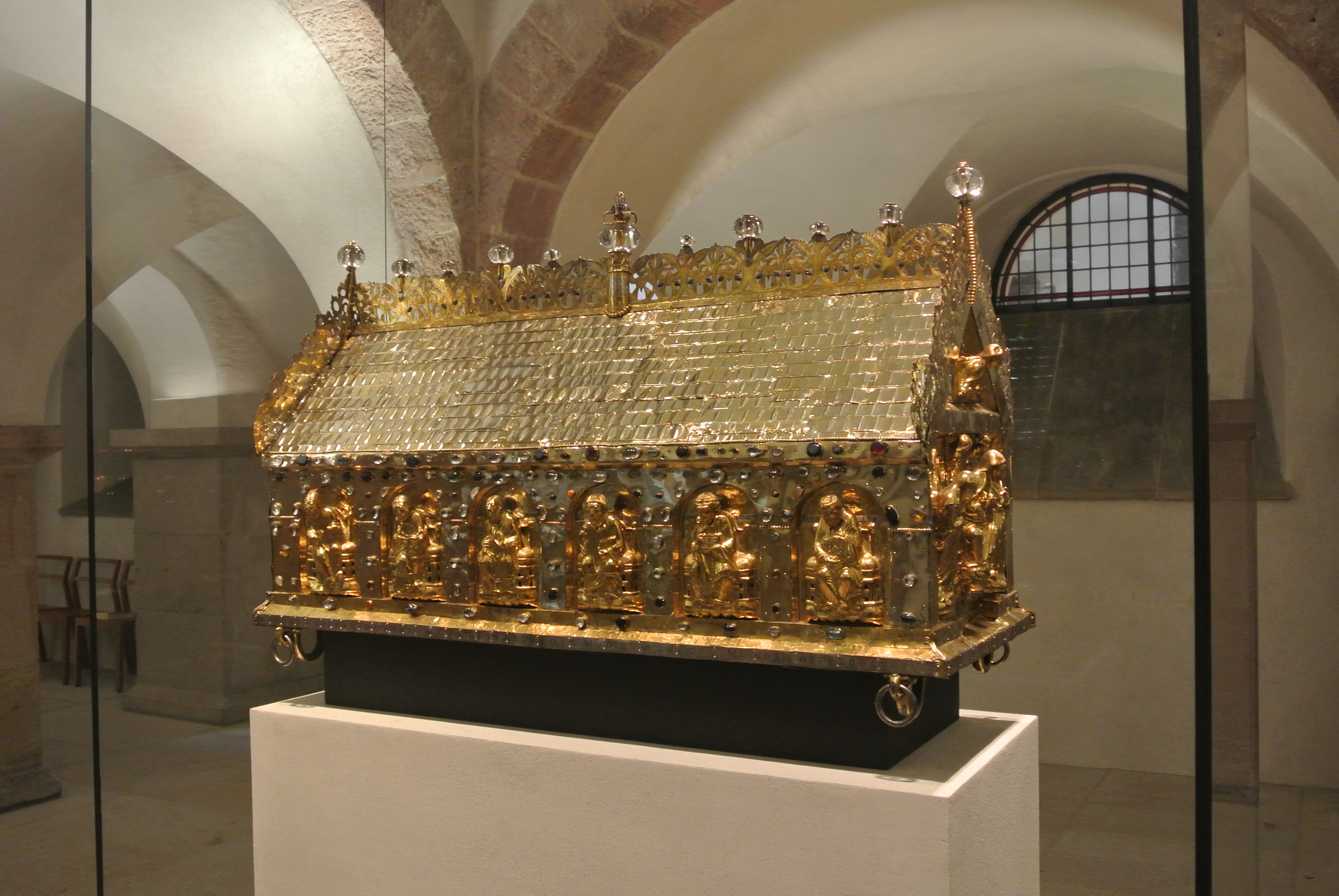
Santuario di Godehard
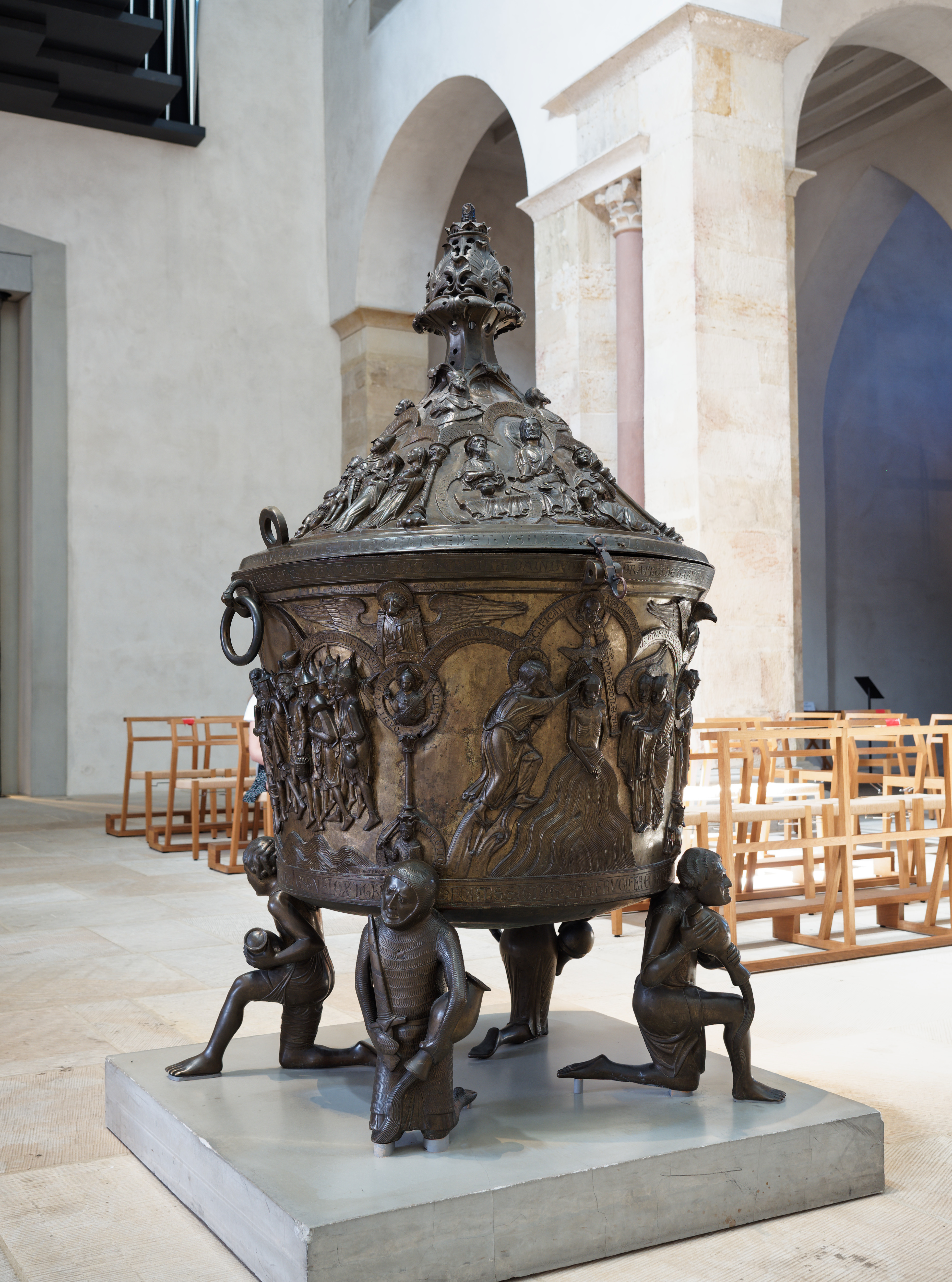
Fonte battesimale in bronzo
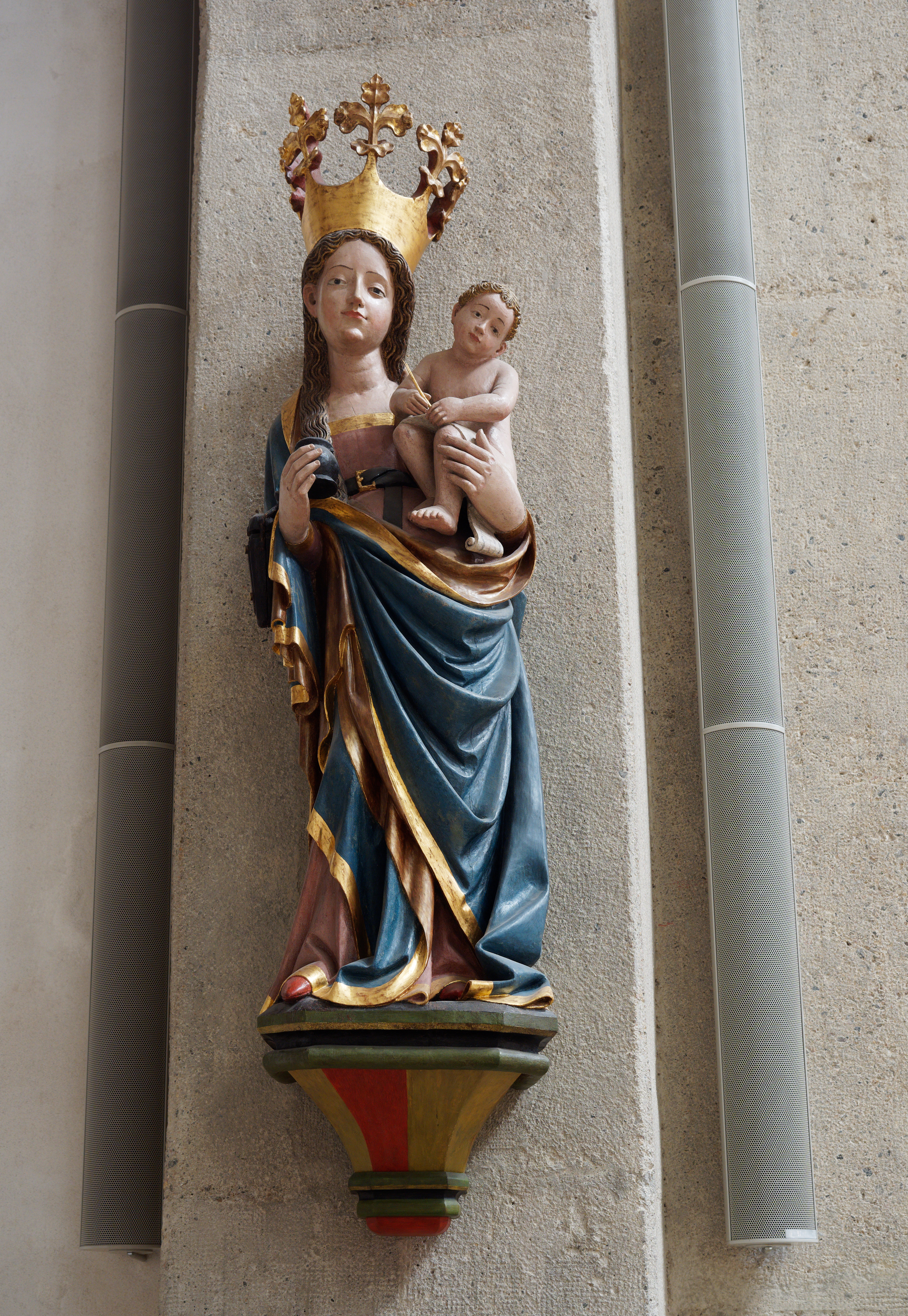
Tintenfassmadonna
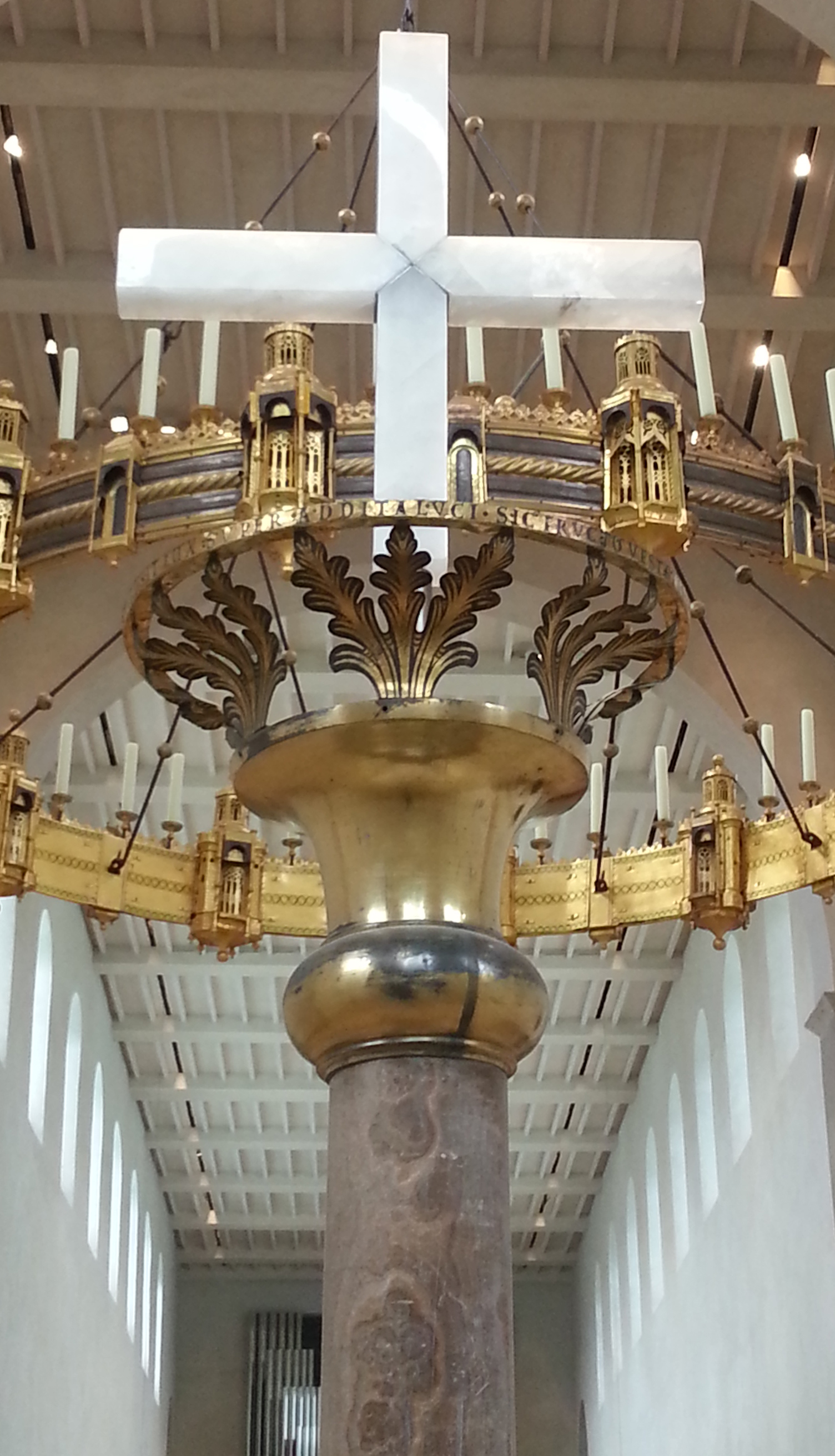
Parte superiore della Irmensäule
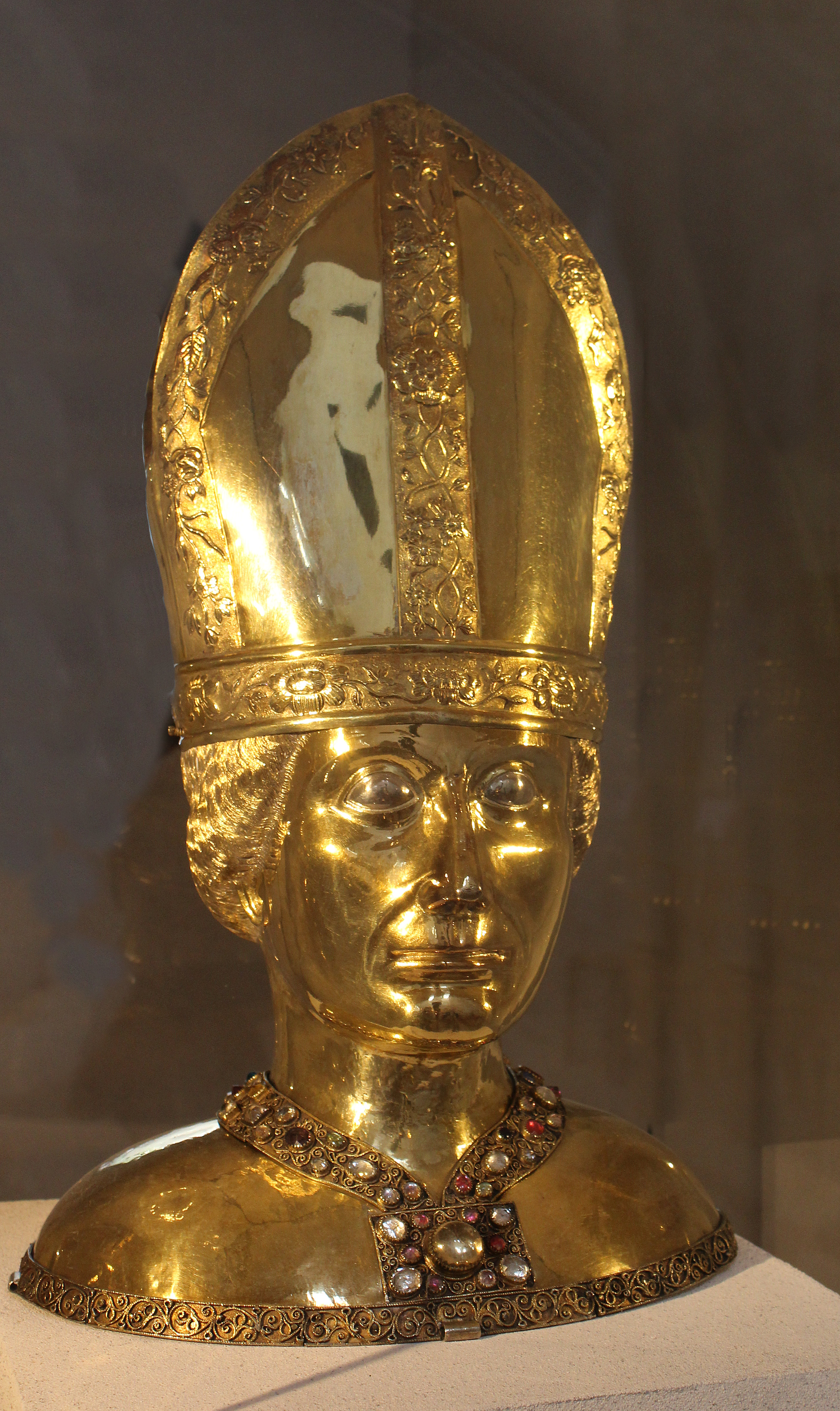
Reliquiario di Bernoardo
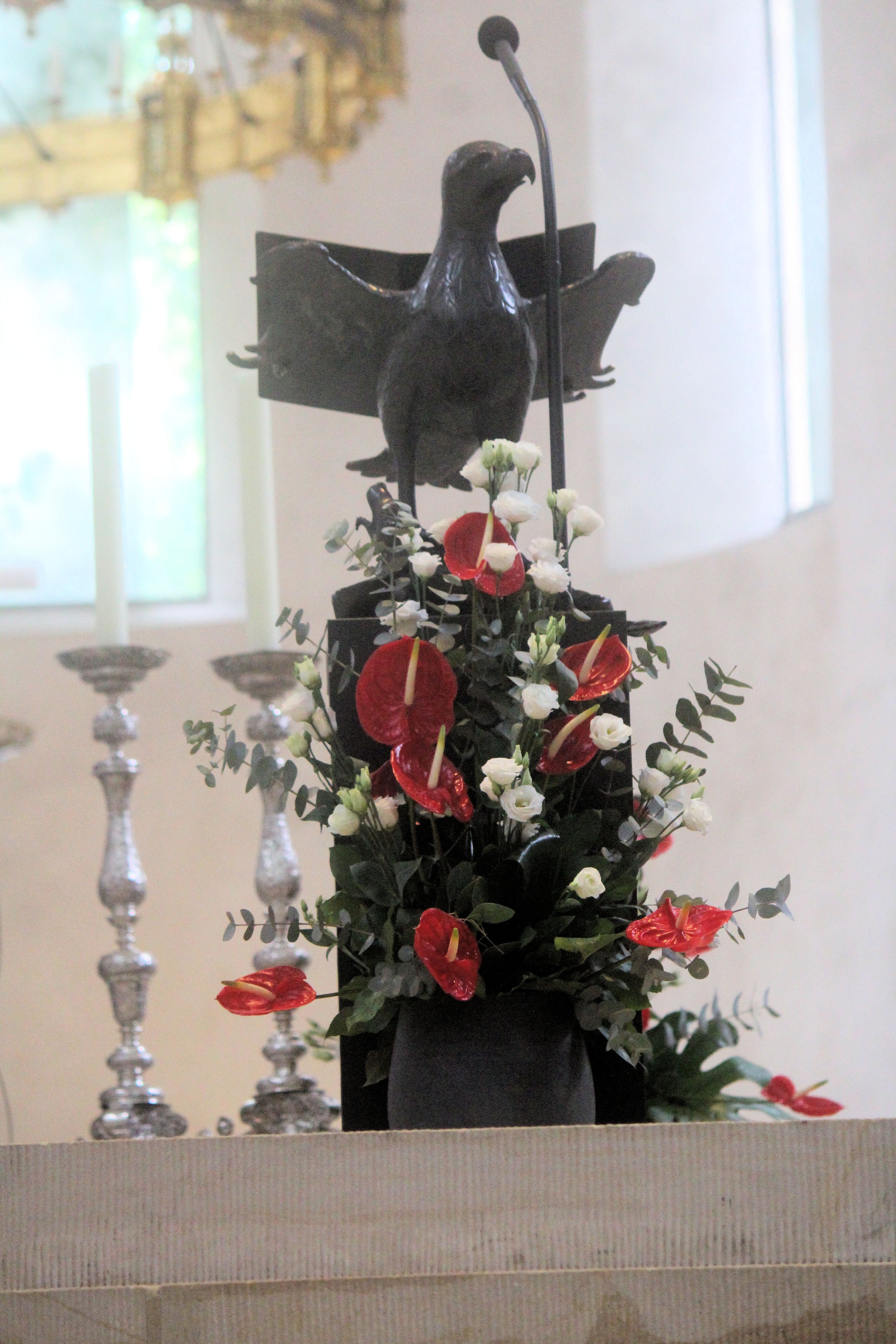
Leggio

## Organi della cattedrale
La storia degli organi nella cattedrale di Hildesheim può essere fatta risalire al XIV secolo. Già nel 1378 c'era un organo nella navata nord, sopra la Cappella dei Re Magi. Questo strumento fu trasferito al Godehardichor sopra il Paradiso settentrionale nel XV secolo e venduto nel 1713.
Il primo grande organo fu probabilmente costruito da Conrad Abtt (Minden) negli anni 1616/1617. Lo strumento ne aveva 31 registri su due manuali e pedale . Tra la fine del XVII e inizio del XVIII lo strumento fu più volte ricostruito e ampliato. Nel 1909 Furtwängler & Hammer (Hannover) costruì un nuovo organo con 54 registri conservando il prospetto del 1617 su tre manuali e pedale. Questo strumento è stato distrutto nel bombardamento.

### Organo dal 1960 al 2010
Nel corso della ricostruzione della cattedrale, Franz Breil (Dorsten) costruì un nuovo organo a 52 registri su quattro manuali e pedale, con tre ance orizzontali nel prospetto . Nel 1989 lo strumento è stato ricostruito dalla società Klais (Bonn) ed esteso a 66 registri.

### Organi Seifert (2014)

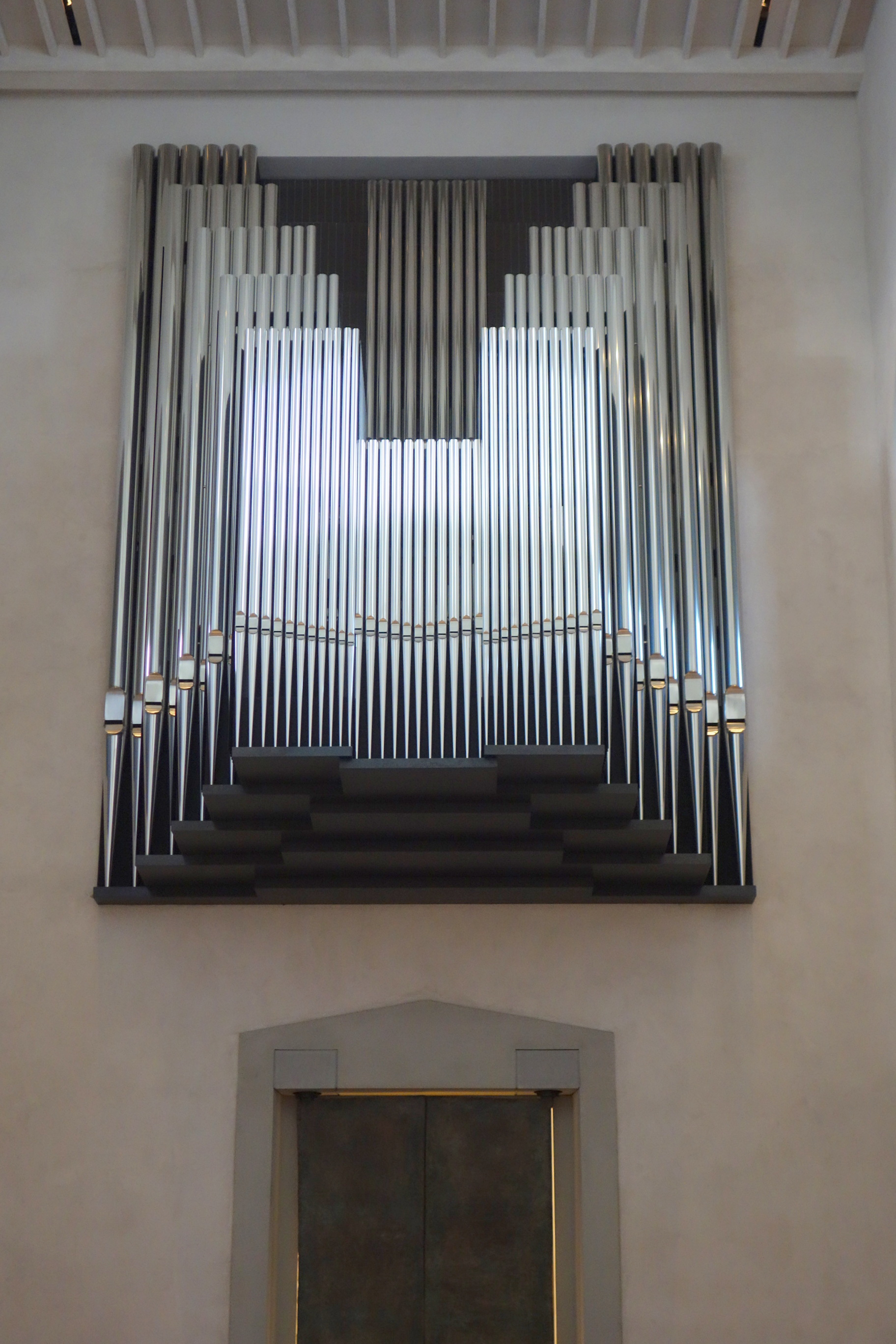
Organo principale di Seifert

Nel corso della ristrutturazione della cattedrale, Orgelbau Romanus Seifert &amp; Sohn (Kevelaer) ha costruito un nuovo organo principale con 77 registri su quattro manuali e pedaliera, riutilizzando parti dello strumento precedente (tra cui diverse casse, 56 registri e il telaio della console). Inoltre, nella navata sinistra è stato realizzato un nuovo organo corale con 16 registri.

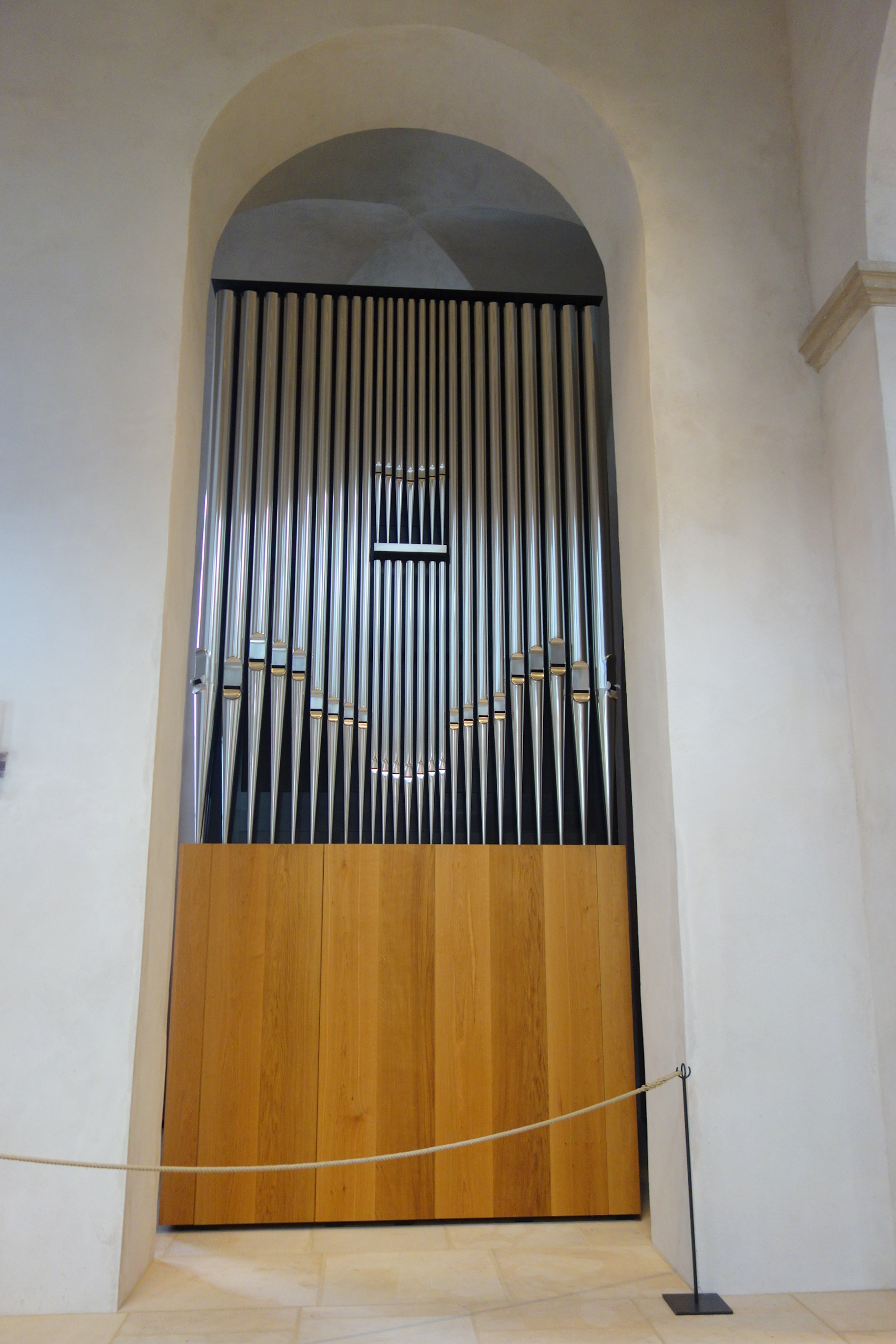
Organo corale di Seifert (2014)

Per accompagnare il coro, ora coinvolto nel disegno liturgico nella zona anteriore della cattedrale, è stato realizzato un organo corale con 16 registri nella navata sinistra. Non ha una propria consolle, ma può essere suonata sia dalla consolle dell'organo principale che dalla consolle mobile della navata. La consolle dell'organo principale ha una tastiera meccanica e azioni di arresto elettrico; gli accoppiamenti IV-II e I-II sono opzionalmente meccanici o elettrici. La console generale elettrica mobile della navata è dotata di un interruttore aggiuntivo "Equallage from" per ogni parte dell'opera, nonché di una pedaliera regolabile elettricamente in altezza. Entrambe le tastiere hanno, tra le altre cose, un sistema BUS con collegamenti liberamente modificabili e dinamici, nonché funzioni midi e di registrazione.

## Campane

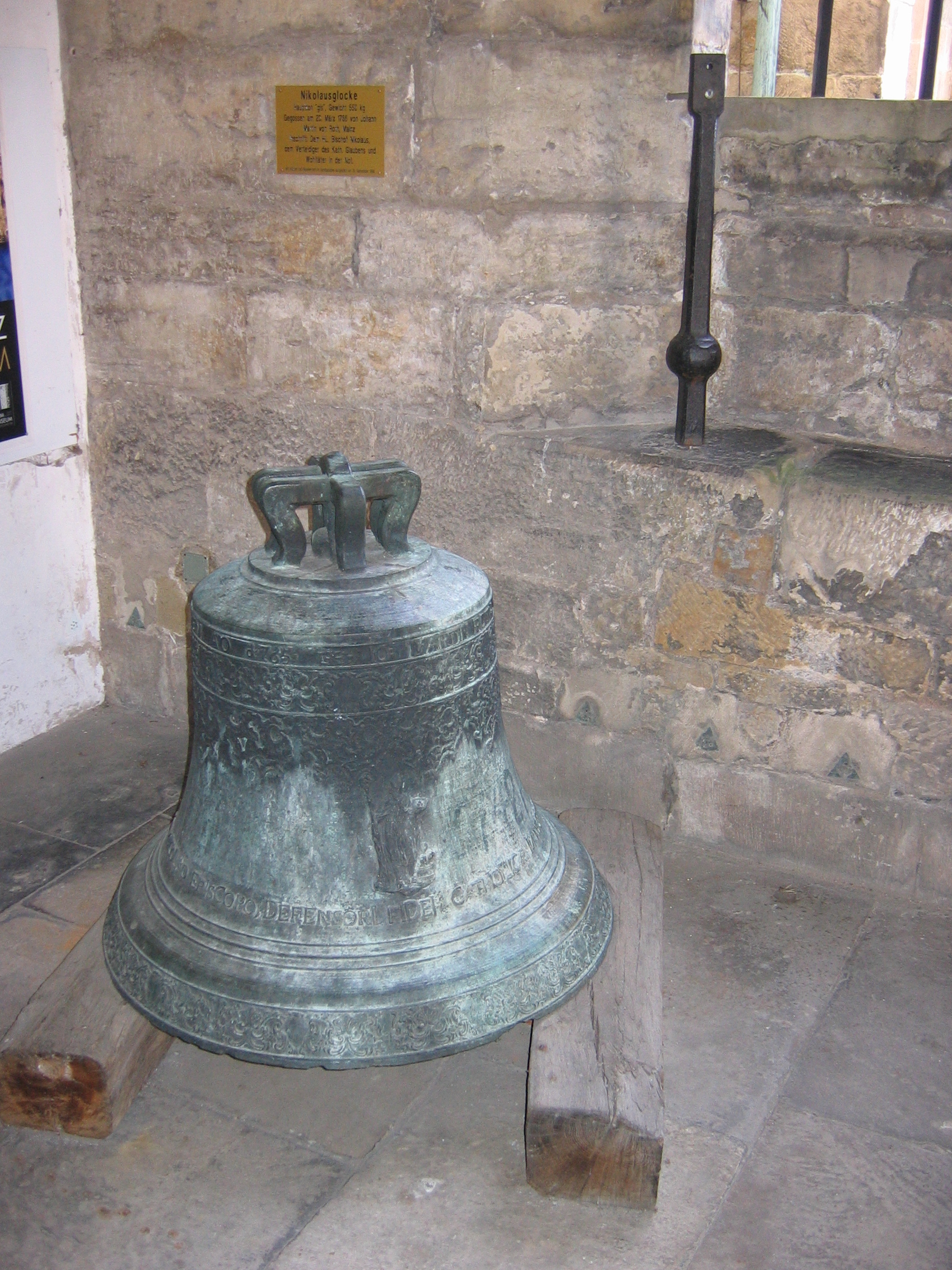
La campana di San Nicola nel paradiso settentrionale (2010)

### La campana prima della seconda guerra mondiale
Fino alla seconda guerra mondiale, la cattedrale aveva 16 campane suonanti e campane dell'orologio. La base delle campane prebelliche erano cinque grandi campane con le note sorprendenti fa diesis 0, a 0, do diesis 1, fa diesis 1, sol diesis 1 .
Dopo il bombardamento, la grande campana Gottardo nella torre ovest era così gravemente danneggiata nel bombardamento aereo che non poteva più essere suonata. La campana di Bernoardo si trovava nel cimitero delle campane di Amburgo, ma fu danneggiata irreparabilmente durante il trasporto.
Un totale di due corpi sonori erano disponibili per il riutilizzo: da un lato, la storica campana Apostolica del 1765 della fonderia Johann Martin Roth (Magonza), che doveva essere integrata nella nuova campana della cattedrale, e un'altra campana storica, la Nikolaus del 1766, del fondatore della campana Johann Martin Roth (Magonza), inizialmente appesa nella torre di crociera, ed è stata esposta nel Paradiso fino al 2010.

### Riforma del 1960
Dopo la seconda guerra mondiale si prevedeva di creare un'orchestra in 12 parti, con sei campane grandi nella torre ovest e sei campane piccole (a destra) nella torre di attraversamento (campane pianificate: g 1, b 1, c 2, es 2, f 2 eg 2).
Tuttavia, inizialmente è stata implementata solo un'orchestra in sei parti. Nel 1960, l'artigiano Friedrich Wilhelm Schilling (Heidelberg) fuse cinque nuove campane, che - insieme alla storica campana Apostolica del 1765 come seconda campana più profonda - furono collocate nella torre ovest. Nella camera inferiore della torre erano appese le tre più basse (campane 1–3), nella camera sopra le tre più piccole (campane 4–6). La nuova campana è stata fissata di un semitono più in basso della campana originale - in coordinamento con le campane delle chiese circostanti. Pertanto, la campana Apostolica doveva essere accordata di un semitono più basso per adattarsi alle nuove campane.

### Espansione (2013/2014)

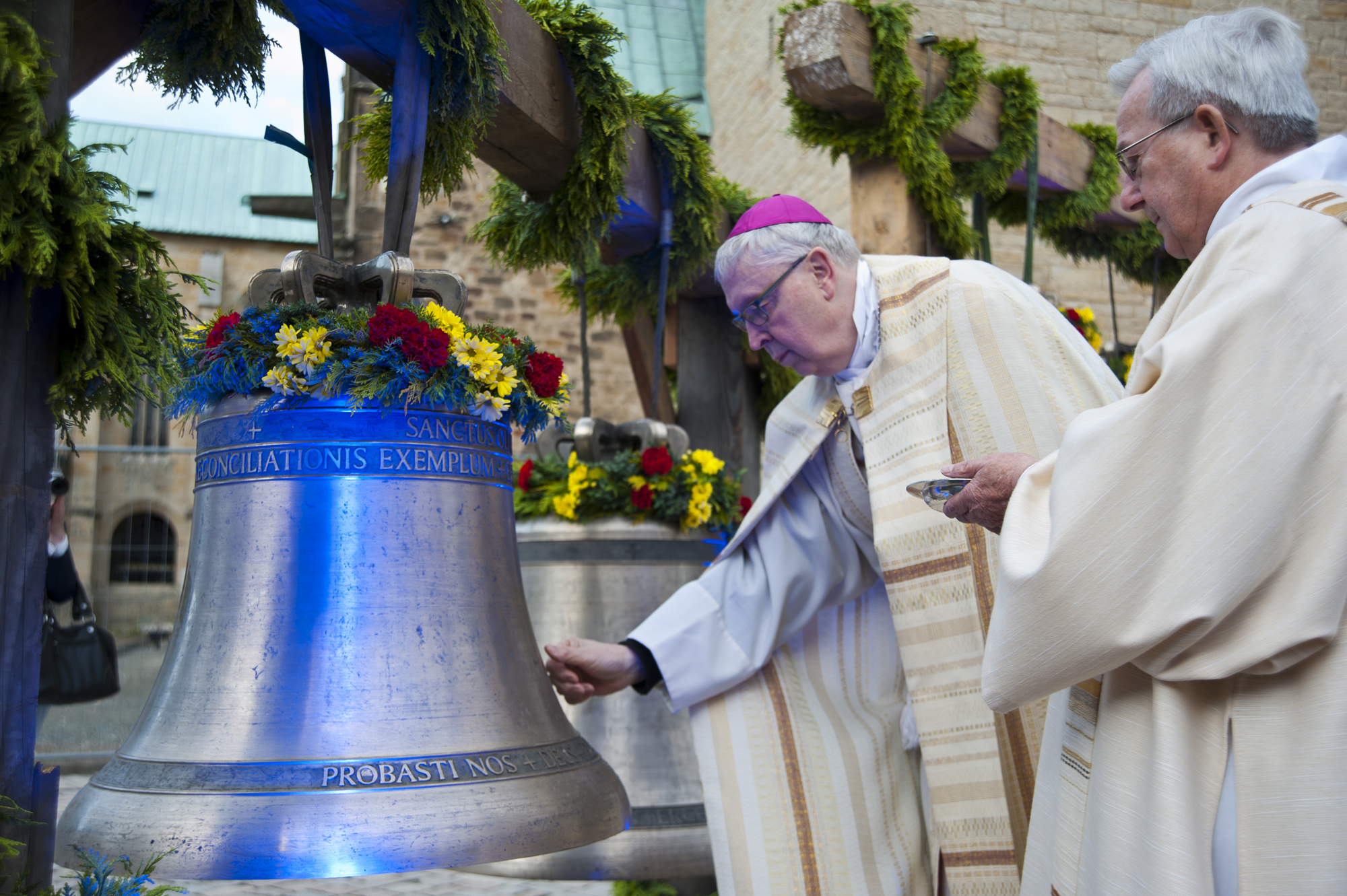
Consacrazione delle nuove campane della cattedrale da parte del vescovo Trelle (14 maggio 2014)

Nel corso del restauro della cattedrale nel 2010-2014, il suono è stato esteso da sei campane a un suono di 12 parti, come previsto all'inizio degli anni '60. Tuttavia, la sequenza di toni pianificata all'epoca era leggermente deviata. Le campane della nuova cattedrale prendono il nome da testimoni di fede che godono di una venerazione speciale nella diocesi di Hildesheim. Bell 8 è un ricordo del vescovo Altfrid, uno dei vescovi più importanti della diocesi di Hildesheim, che costruì la cattedrale sul piano che esiste ancora oggi. Bell 9 commemora Edvige di Slesia, patrona degli espulsi, molti dei quali giunsero nella diocesi di Hildesheim dopo la seconda guerra mondiale e vi ebbero un'influenza decisiva. Martino di Tours (campana 7) rappresenta l'Eichsfeld. Niels Stensen come vescovo ausiliare ad Hannover e Edith Stein da studentessa a Gottinga (campane 11 e 12) ha vissuto e lavorato nell'odierna area della diocesi. Il vescovo martire irlandese Oliver Plunkett (campana 10) è particolarmente venerato a Lamspringe, dove riposano le sue ossa.
Nel 2013 la vecchia struttura del campanile superiore è stata smantellato e sostituita con una nuova in rovere. Prende le sei nuove campane e ospita anche parte delle campane esistenti. Le campane più profonde vengono appese nel campanile inferiore.
Il 16 novembre 2013 le nuove campane sono state fuse dalla fonderia di campane Bachert (Karlsruhe). La solenne consacrazione delle campane è stata eseguita dal vescovo Norbert Trelle davanti alla cattedrale il 14 maggio 2014. La campana suonò per la prima volta quando la cattedrale riaprì il 15 agosto 2014.
Dal 2015, il 14 agosto, la sera prima della solennità dell'Assunzione di Maria, si svolge un concerto di campane di un'ora con tutte e 12 le campane.
Con un numero di dodici campane e un peso totale di 24,724 tonnellate, le campane della cattedrale di Hildesheim sono le campane più ricche di campane di Hildesheim e quindi anche le campane più grandi (oltre alle campane del Duomo di Braunschweig) e più pesanti della Bassa Sassonia.

## Leggende e storie

### Il cespuglio di rose millenario

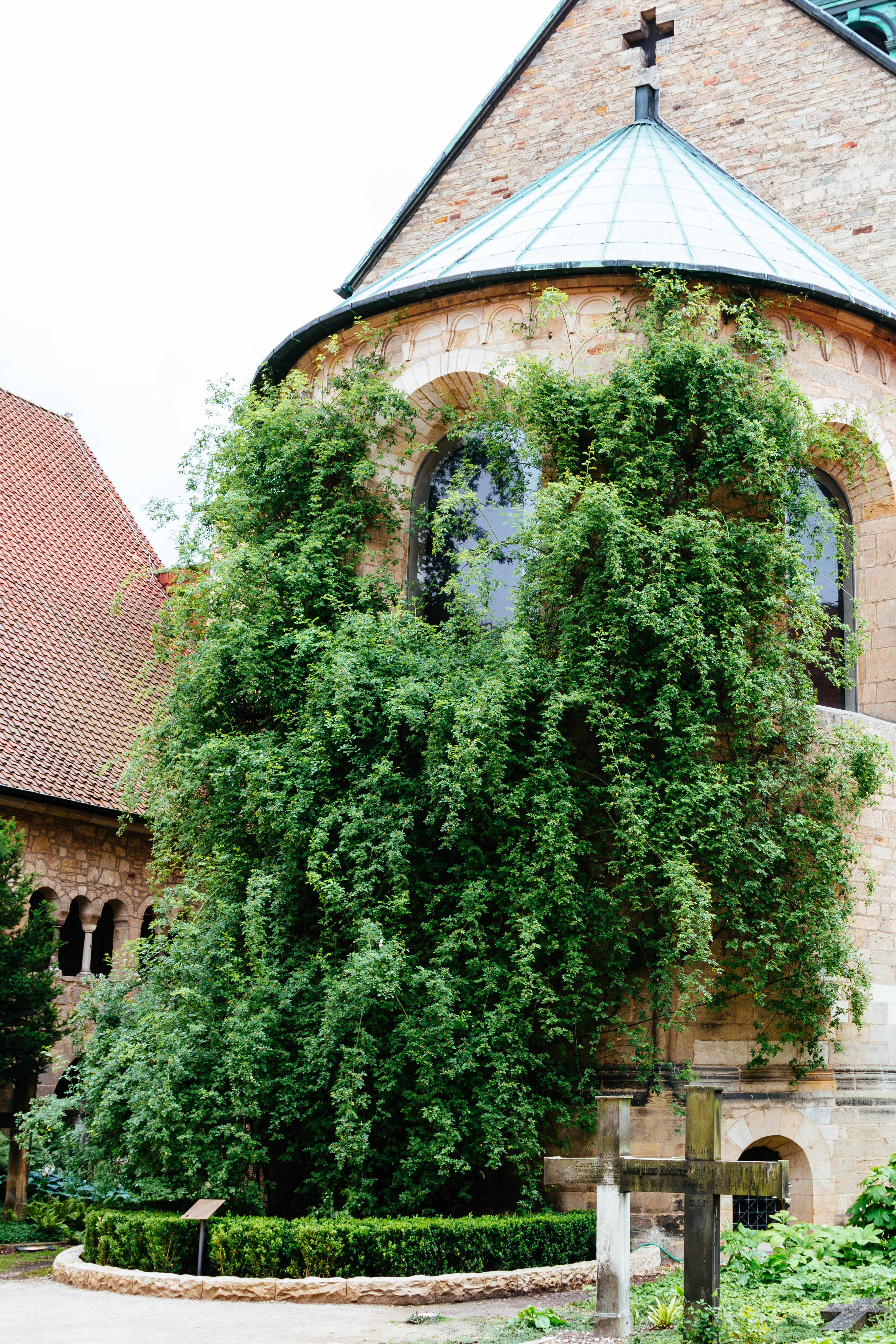
Il cespuglio di rose millenario

L'edificio della chiesa è noto per il roseto millenario che cresce all'esterno dell'edificio della cattedrale, sul muro esterno dell'abside, nel cortile interno del chiostro. L'età esatta della rosa (rosa canina) non può essere determinata con precisione. Il cespuglio di rose di oggi è stato continuamente attestato per almeno quattrocento anni. In ogni caso, è considerata la rosa vivente più antica del mondo.
La leggenda del cespuglio di rose vuole che, nell'anno 815, l'imperatore Ludovico il Pio fece una messa durante una caccia in mezzo alla foresta, durante la quale il reliquiario mariano che portava venne appeso al ramo di una rosa selvatica. Dopo la messa, il reliquiario non poté più essere rimosso dal ramo. L'imperatore vi vide il segno per fondare in quel luogo una nuova diocesi - e non, come previsto, a Elze - consacrata a Maria, la madre di Dio, il cui simbolo è la rosa.
Durante la seconda guerra mondiale, bombe esplosive e incendiarie danneggiarono la cattedrale e l'abside con il roseto il 22 marzo 1945. Sotto le macerie era rimasto solo un moncone carbonizzato della rosa, e si pensava che la pianta fosse ormai morta. Ma le radici della rosa erano in gran parte intatte e già nella primavera del 1945 si svilupparono 20 nuovi germogli. I primi fiori apparvero nel 1947, anche se solo in piccole quantità. Nel 1948 il numero delle fioriture era già 122. Da allora, i nuovi rami della “rosa millenaria” sono stati contrassegnati dall'anno in cui sono ricresciuti con piccoli segni di metallo, come erano prima della distruzione. Quando la popolazione di Hildesheim ha visto che il cespuglio di rose stava sviluppando nuovi germogli, ha preso questo come buon segno di un nuovo inizio dopo le tragedie della guerra.

### Corno del diavolo
All'ingresso sud-ovest si trova il “corno del diavolo” della cattedrale, una colorazione brunastra a forma di corno in un blocco di arenaria, attorno al quale si intrecciano diverse leggende.

## Patrimonio mondiale UNESCO

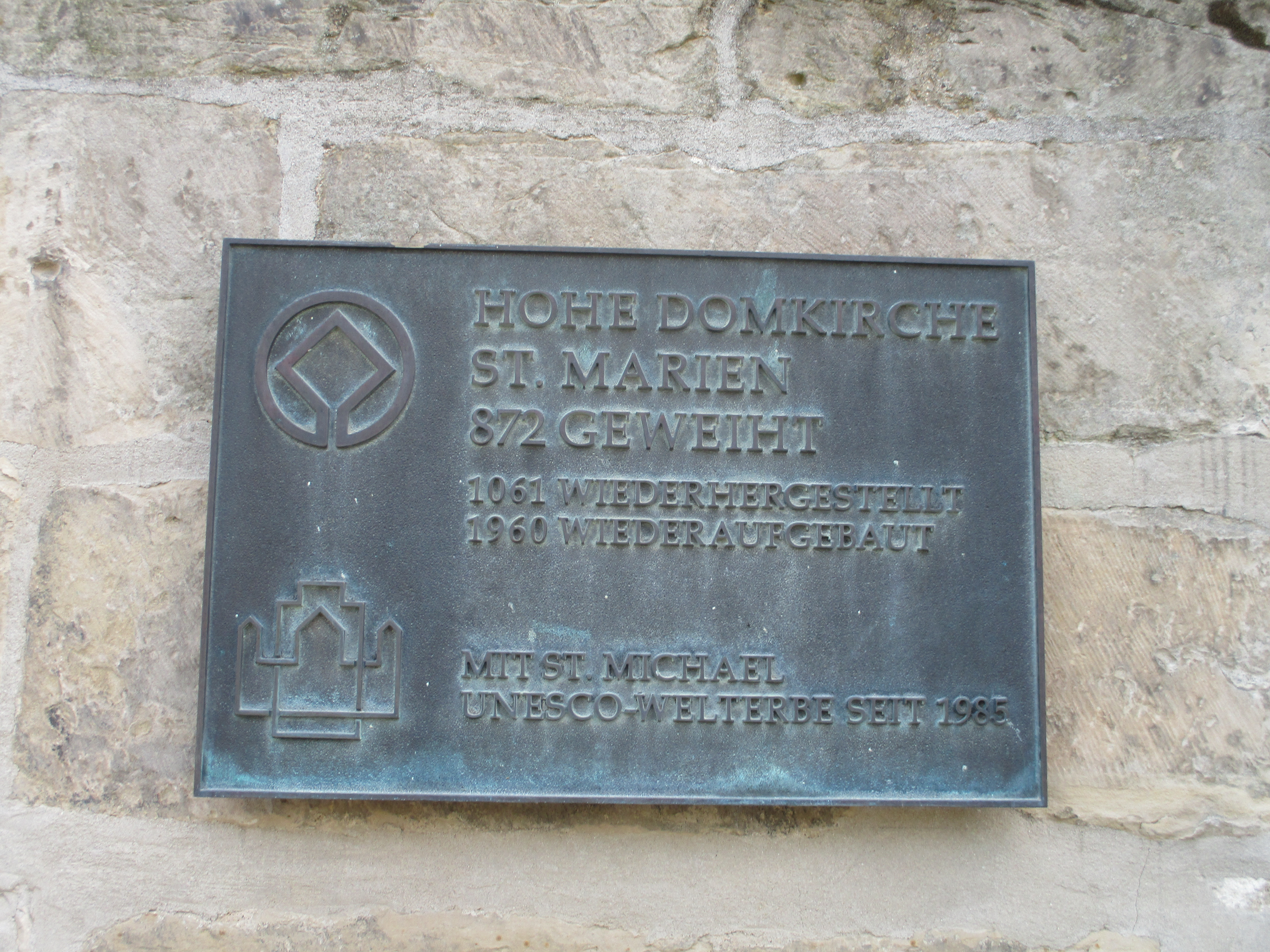
Targa del patrimonio mondiale sulla Cattedrale di Hildesheim

Nel 1985 la Cattedrale di Hildesheim con la chiesa di San Michele è stata dichiarata Patrimonio dell'umanità dall'UNESCO. Sono stati considerati soddisfatti tre criteri per l'inclusione nella Lista del Patrimonio Mondiale:
- Primo criterio (i): le fusioni in bronzo di Bernoardo e il soffitto della chiesa di San Michele rappresentano un risultato artistico unico.
- Secondo criterio (ii): la chiesa di San Michele ha avuto un impatto importante sugli sviluppi dell'architettura medievale.
- Terzo criterio (iii): la Cattedrale e la chiesa di San Michele a Hildesheim e i loro tesori artistici forniscono una comprensione generale migliore e più immediata rispetto a qualsiasi altra decorazione nelle chiese romaniche dell'Occidente cristiano.

## La cattedrale di Hildesheim come luogo di riproduzione di gufi
Prima del 2014, i gheppi si riproducevano nella cattedrale. Dalla riapertura dell'edificio nel 2014, una coppia di gufi Bubo bubo si è riprodotta nella cattedrale.